# Auckland
Auckland [ˈɔːklənd], offizielle Bezeichnung Auckland Council, auf Māori: Tāmaki Makaurau oder Ākarana, ist eine Großstadt und zugleich Unitary Authority auf der Nordinsel von Neuseeland. Mit über 1,4 Millionen Einwohnern ist sie die größte Stadt Neuseelands, in der etwa ein Drittel der neuseeländischen Bevölkerung lebt. Die Māori-Bezeichnung Tāmaki Makaurau bedeutet „Eine junge Schönheit mit 100 Liebhabern“, während Ākarana eine an den Lautstand des Māori angepasste Version von „Auckland“ ist.

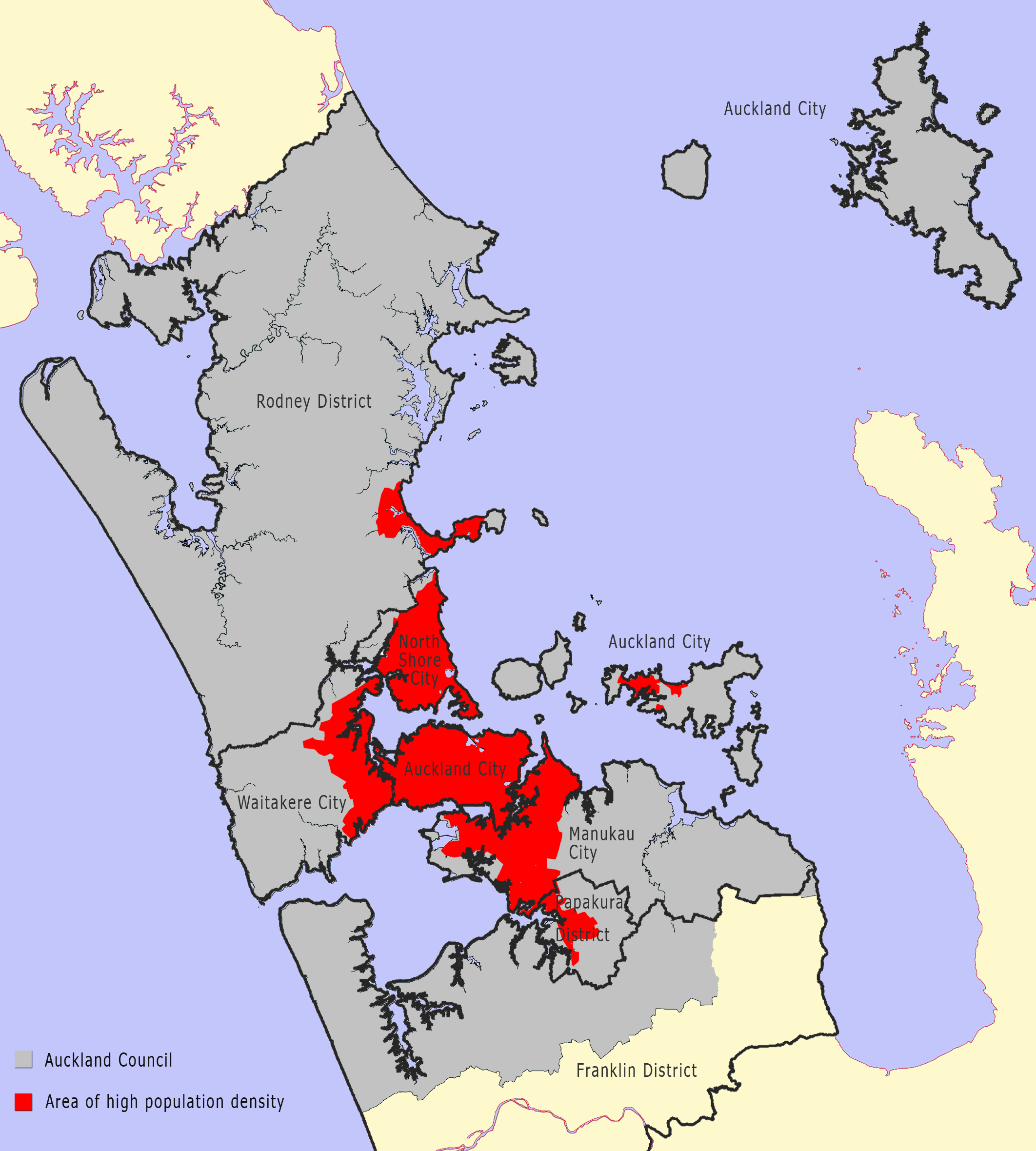
Kartenausschnitt des Stadtgebietes des Auckland Council (grau dargestellt, rot mit hoher Bevölkerungsdichte)

Das landschaftliche Bild des multikulturellen Auckland wird von 53 inaktiven Vulkanen geprägt, zwischen denen sich die Großstadt erstreckt. Ihnen verdankt die Stadt weitläufige Parkanlagen, die bis ins Zentrum hineinreichen. Die Lage an geschützten Meeresbuchten trägt ebenfalls wesentlich zum Bild Aucklands bei, nicht zuletzt durch die zahlreichen Segelboote, die der Stadt den Beinamen City of Sails einbrachte.
Zum 1. November 2010 wurde aus dem Ballungsraum Auckland (englisch: Greater Auckland bzw. Auckland Metropolitan Area), mit den bis dahin verwaltungstechnisch eigenständigen Städten Auckland City, Manukau City, North Shore City und Waitakere City, den Distrikten Franklin District, Papakura District und Rodney District und dem Auckland Regional Council, der Auckland Council gebildet, der, wie geplant, die Probleme des Großraums Auckland aus einer einheitlichen und zentral organisierten Verwaltungsstruktur heraus lösen soll. Der Auckland Council wurde per Kommunalwahl vom 9. Oktober 2010 politisch legitimiert und fasst seitdem alle vorherigen Verwaltungseinheiten unter der Regierung von einem Bürgermeister und 20 Stadträten zusammen.
In einer Rangliste der Städte mit der höchsten Lebensqualität weltweit belegte Auckland im Jahre 2018 den dritten Platz, 2025 den siebenten.

## Namensherkunft
Ihren Namen bekam die Stadt Auckland 1840 von Gouverneur William Hobson verliehen, der sie zu Ehren von Lord Auckland, von dem Hobson das Kommando über die Fregatte H.M.S. Rattlesnake bekommen hatte, nach ihm benannte. Lord Auckland war seinerzeit der erste Lord der britischen Admiralität und von 1835 bis 1842 Generalgouverneur in Indien. Ihm zu Ehren wurde 1848 in Kalkutta eine Statue errichtet, welche im Jahr 1969 als Geschenk der Regierung des Bundesstaates Westbengalen an die Stadt Auckland übergeben wurde, wo man sie vor dem Gebäude des Civic Centers (Stadtverwaltung) aufstellen ließ.

## Geographie

### Geographische Lage
Auckland befindet sich auf der 380 km langen und bis zu 80 km breiten nördlichen Landzunge der Nordinsel von Neuseeland.
Das Stadtgebiet grenzt im Norden an die Region Northland und im Süden an die Region Waikato an. Im Westen bildet die Tasmansee die natürliche Grenze und im Osten der Pazifische Ozean, wobei die Inseln Great Barrier Island und die zwischen ihr und Auckland liegenden Inseln und das Seegebiet des Hauraki Gulf mit zum Stadtgebiet gehören. Das so 2010 neu gebildete Stadtgebiet umfasst eine Landfläche von 4938 km².
Die höchste Erhebung im Stadtgebiet stellt der 688 m hohe Kohukohunui dar, der sich in den Hunui Ranges im äußersten Südosten der Großstadt befindet. Eine weitere Bergkette liegt westlich des Stadtzentrums an der Westküste. Die Waitākere Ranges erheben sich dort bis auf 474 m. Die Landfläche von Auckland verengt sich in der Mitte der Nord-Süd-Ausdehnung auf wenige Kilometer, da von Westen her der Manukau Harbour und von Osten der Waitematā Harbour sowie das breite Mündungsgebiet des Tāmaki River ins Stadtgebiet hineinragt.

### Geologie

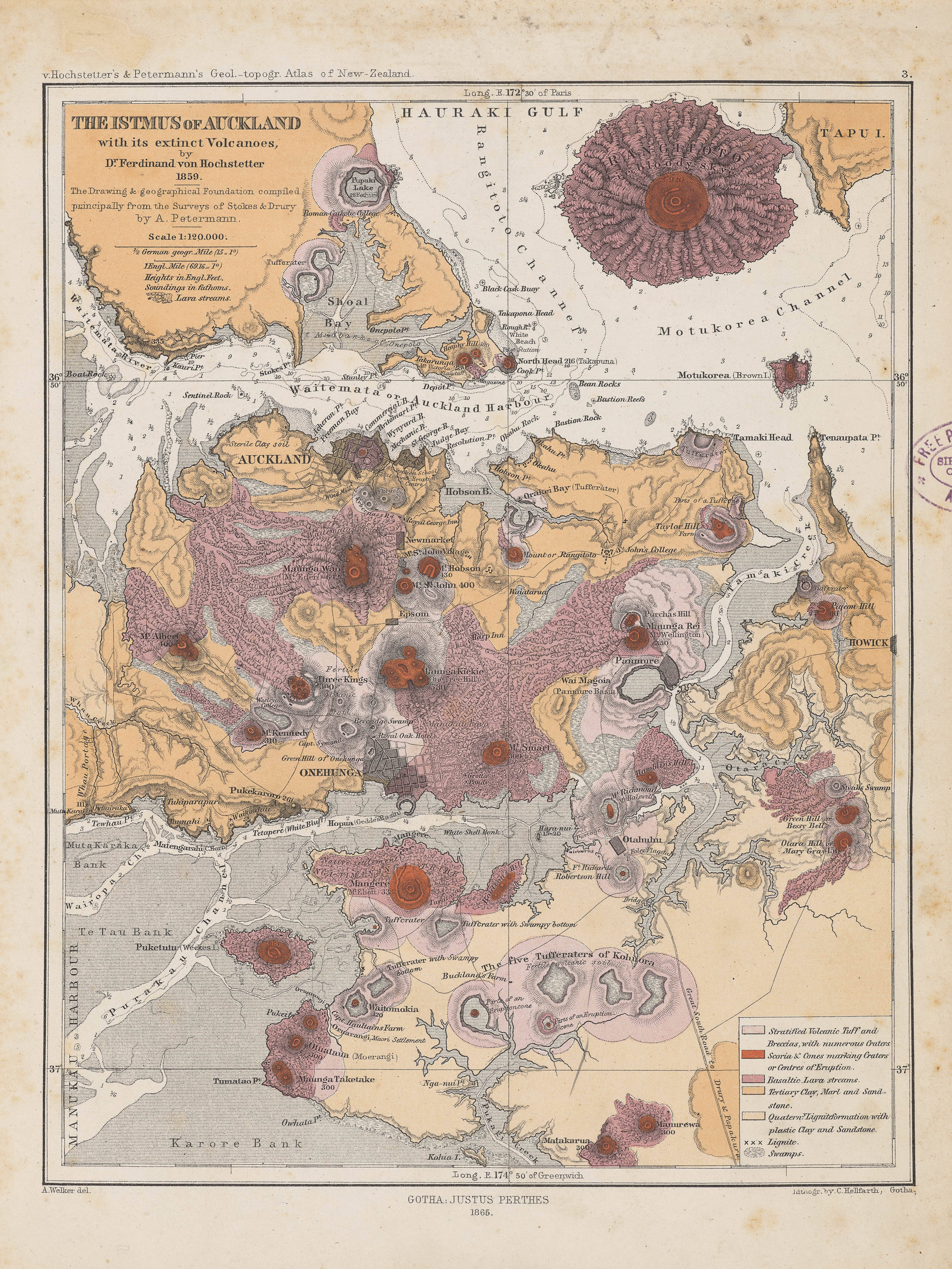
Geologische Karte mit der Umgebung von Auckland und ihren erloschenen Vulkanen aus der ersten systematischen geologischen Kartierung des Landes durch Ferdinand von Hochstetter

Große Teile Neuseelands stehen unter dem direkten Einfluss des Pazifischen Feuerrings, so auch die Gegend in und um Auckland. Die Stadt wurde auf einem aus Basalt bestehenden Vulkanfeld, dem Auckland Volcanic Field, erbaut. Dieses besteht aus 53 nicht mehr aktiven Vulkanen. Sie prägten die Landschaft insofern, als sie entweder als Inseln aus dem Meer herausragten oder Hügel, Seen oder Lagunen bildeten. Die ersten Eruptionen begannen etwa vor 60.000 bis 140.000 Jahren, während die letzten beiden großen Ausbrüche vor rund 550 und 600 Jahren den größten noch erhaltenen Vulkan, den Rangitoto vor der Ostküste der Stadt, bildeten (siehe Karte). Rangi bedeutet „Himmel“ und Toto „Blut“, was darauf schließen lässt, dass die Insel ihren Namen von Māori bekam, die die letzte Eruption noch erlebten. Noch heute leben wegen des stark säurehaltigen Bodens nur wenige Vögel und Insekten auf dieser Insel, die hauptsächlich von Pflanzen bewachsen ist, die sich an die schwarze, steinige Bodenbeschaffenheit anpassen konnten.
Viele der anderen ehemaligen Vulkane wurden abgetragen oder in ihrer Oberflächenstruktur stark verändert, um so Platz für ebene Bebauung zu schaffen oder Parkanlagen anzulegen. Noch heute kann man zahlreiche Hügel und Terrassen im Landschaftsbild erkennen, die auf die Vulkane hinweisen. In den letzten Jahren setzen sich verschiedene Distrikt-Verwaltungen bei der neuseeländischen Regierung dafür ein, die einmalige landschaftliche und kulturelle Vielfalt der Vulkane auf die vorläufige Liste der UNESCO-Welterbe-Kandidaten des Landes zu setzen.

### Klima
Auckland liegt unter dem Einfluss eines subtropisch-ozeanischen Klimas (Köppen-Geiger-Klassifikation Cfb). Die Temperaturschwankungen über das Jahr verteilt sind gering. Das Klima zeichnet sich durch lange warme, humide Sommer und kühlere, ziemlich feuchte Winter aus. Die durchschnittlichen Januar-Temperaturen schwanken zwischen 24 °C und 30 °C, wobei der Februar oft noch wärmer ist, während sich die durchschnittlichen Höchsttemperaturen im Juli auf 14 °C bis 20 °C belaufen. Durchschnittlich gibt es in Auckland jährlich 2100 Sonnenstunden. Obwohl es schon in den Sommermonaten mehr regnet als zum Beispiel in Wellington oder Christchurch, fallen die größten Teile des Niederschlags in den Wintermonaten. Der durchschnittliche Jahresniederschlag beläuft sich auf über 1243 mm.
Der Wind weht meist aus westlicher bis südwestlicher Richtung, aber auch Nordostwind ist üblich.
Obwohl das Klima der Stadt stark von geographischen Punkten wie Hügeln, Meeres- oder Luftströmungen abhängt, übersteigt die Temperatur selten die 35 °C-Marke. Am 27. Juli 1939 konnte Auckland seinen einzigen offiziell bestätigten Schneefall verzeichnen, wobei Schnee für verschiedene Orte des Landes, vor allem auf der Südinsel, zum Beispiel für Christchurch, keine Seltenheit ist und dort regelmäßig Meereshöhe erreicht. Insgesamt gilt Auckland als Neuseelands klimatisch mildeste Großstadt.
Am 27. Januar 2023 kam es in Auckland zu sehr starken Regenfällen, als innerhalb 15 Stunden etwa 80 % des Regens fiel, der sonst in einem gesamten Sommer fällt. Da durch den Regen große Teile der Stadt überflutet wurden, rief der neuseeländische Zivilschutz die in der Stadt lebenden Menschen dazu auf, sich in Sicherheit zu bringen. Während der Flut starben vier Menschen.
|                        | Jan  | Feb  | Mär  | Apr  | Mai   | Jun   | Jul   | Aug   | Sep  | Okt  | Nov  | Dez  |   |         |
| Mittl. Temperatur (°C) | 19,1 | 19,7 | 18,4 | 16,1 | 14,0  | 11,8  | 10,9  | 11,3  | 12,7 | 14,2 | 15,7 | 17,8 | ⌀ | 15,1    |
| Mittl. Tagesmax. (°C)  | 23,3 | 23,6 | 22,5 | 19,8 | 17,0  | 14,8  | 14,0  | 14,8  | 16,0 | 17,6 | 19,6 | 21,6 | ⌀ | 18,7    |
| Mittl. Tagesmin. (°C)  | 15,8 | 15,9 | 14,9 | 12,5 | 9,9   | 7,9   | 6,9   | 7,9   | 9,4  | 10,9 | 12,6 | 14,3 | ⌀ | 11,6    |
|                        |      |      |      |      |       |       |       |       |      |      |      |      |   |         |
| Niederschlag (mm)      | 74,3 | 81,2 | 86,4 | 92,9 | 100,4 | 116,3 | 125,6 | 111,4 | 92,9 | 80,2 | 83,6 | 91,4 | Σ | 1.136,6 |
|                        |      |      |      |      |       |       |       |       |      |      |      |      |   |         |
| Sonnenstunden (h/d)    | 7,4  | 7,0  | 6,1  | 5,2  | 4,5   | 3,7   | 4,1   | 4,6   | 5,0  | 5,7  | 6,3  | 6,4  | ⌀ | 5,5     |
|                        |      |      |      |      |       |       |       |       |      |      |      |      |   |         |
| Regentage (d)          | 8,0  | 7,1  | 8,4  | 10,6 | 12,0  | 14,8  | 16,0  | 14,9  | 12,8 | 12,0 | 10,3 | 9,3  | Σ | 136,2   |
|                        |      |      |      |      |       |       |       |       |      |      |      |      |   |         |
| Wassertemperatur (°C)  | 20   | 21   | 20   | 19   | 17    | 16    | 15    | 14    | 15   | 15   | 17   | 18   | ⌀ | 17,2    |
|                        |      |      |      |      |       |       |       |       |      |      |      |      |   |         |
| Luftfeuchtigkeit (%)   | 79,3 | 79,8 | 80,3 | 83,0 | 85,8  | 89,8  | 88,9  | 86,2  | 81,3 | 78,5 | 77,2 | 77,6 | ⌀ | 82,3    |

| 15,8 |

| 15,9 |

| 14,9 |

| 12,5 |

| 9,9 |

| 7,9 |

| 6,9 |

| 7,9 |

| 9,4 |

| 10,9 |

| 12,6 |

| 14,3 |

| 15,8 |

| 15,9 |

| 14,9 |

| 12,5 |

| 9,9 |

| 7,9 |

| 6,9 |

| 7,9 |

| 9,4 |

| 10,9 |

| 12,6 |

| 14,3 |

## Geschichte

### Besiedlung durch die Māori
Tāmaki Makaurau, heute bekannt als Auckland, wurde erstmals von den Māori, der indigenen Bevölkerung Neuseelands, um das Jahr 1350 besiedelt. Auf den Überresten der Vulkane errichteten sie befestigte Dörfer, sog. Pā. Auf dem Höhepunkt der vorkolonialen Besiedlung hatte die Gegend der heutigen Großstadt Auckland rund 20.000 Einwohner; mit dieser Zahl konnte man nach neuseeländischem Gesetz später die Stadtrechte erlangen. Die terrassenähnlichen Anlagen dieser frühen Besiedlung kann man an den größeren Hügeln, wie zum Beispiel dem Maungawhau / Mount Eden oder dem Maungakiekie / One Tree Hill, zum Teil noch heute erkennen.

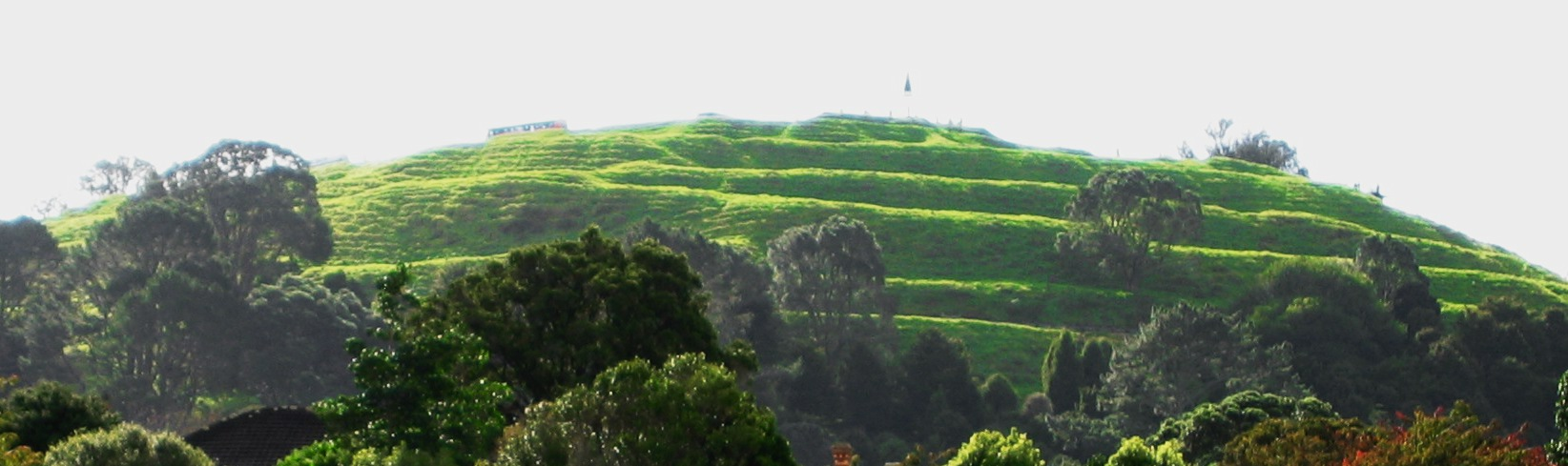
Terrassenartige Hänge am Maungawhau / Mount Eden

Die Hauptgründe für die Besiedlung dieser Gegend waren die guten Möglichkeiten zur Nahrungsbeschaffung sowie die strategischen Vorteile im Vergleich zu anderen Siedlungsgebieten. Die fruchtbaren, äußerst produktiven Böden ließen die Landwirtschaft erblühen und der Zugang zu zwei großen Naturhäfen begünstigte die Fischerei. Außerdem erleichterten die befestigten Siedlungen auf den vulkanischen Hügeln sowie die geschützte Lage auf der Landenge die Verteidigung.
Die Ngāti Whātua und Waikato-Tainui waren ursprünglich die beiden vorherrschenden Māori-Stämme (Iwi). Als die Europäer in Neuseeland ankamen, benutzten diese unter anderem Waffen als Tauschwaren, was das Kräftegleichgewicht unter den Stämmen störte und unvermeidlich in bewaffnete Konflikten ausartete. Durch ebendiese Auseinandersetzungen untereinander und durch von den Europäern eingeführte Krankheiten, insbesondere die Pocken und Tuberkulose, reduzierte sich die Zahl der Māori in dem Gebiet signifikant.
In der folgenden Zeit „verkauften“ Māori immer mehr Land, zum Beispiel das heutige Stadtzentrum an William Hobson, den ersten Gouverneur des Landes (damals noch Lieutenant-Gouverneur), und einigten sich darauf, am 6. Februar 1840 in der Bay of Islands den Vertrag von Waitangi zu unterzeichnen. Davon erhoffte sich der Ngāti Whātua-Stamm einen besseren Zugang zu den neu entstandenen Hafenanlagen, um seine produzierten Güter aus den Waikato und Hauraki Plains zu den Märkten in der damaligen Sträflingskolonie Australien und insbesondere nach Sydney bringen zu können.

### Die Geburtsstunde der heutigen Stadt
Nach der Unterzeichnung des Vertrags von Waitangi, der Neuseeland an das Vereinigte Königreich band (damals war Neuseeland offiziell eine „Kolonie“ von New South Wales), musste William Hobson einen geeigneten Standort für die neue Hauptstadt des Landes suchen. Zu diesem Zeitpunkt konzentrierte sich der Großteil der europäischen Besiedlung auf die Bucht der Inseln im heutigen Far North District (Region Northland). Aber die geographische Lage der Bay of Islands machte sie schwer erreichbar und äußerst abgelegen in Bezug auf die übrigen Gebiete des Landes.

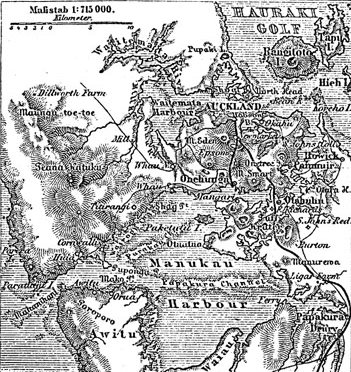
Deutsche Landkarte der Landenge von 1888

Auf den ersten Blick schien Port Nicholson, der heutige Wellington Harbour, eine gute Wahl für die Hauptstadt zu sein. Port Nicholson war sehr günstig gelegen an der Südspitze der Nordinsel, somit nahe an der Südinsel und außerdem mit einem großen Bevölkerungswachstum. Aber diese Stadt wurde zu dem Zeitpunkt von der New Zealand Company sowie den Wakefield-Brüdern, Pioniere der Kolonisierung Neuseelands, kontrolliert und hatte wegen illegaler Inbesitznahme von Māori-Land einen ziemlich schlechten Ruf.
Auf die Empfehlung mehrerer Persönlichkeiten, allen voran des Missionars Henry Williams sowie des obersten Landvermessers der Kolonie, Felton Mathew, und aufgrund der Preisgabe von Land durch die Ngāti Whātua wählte Hobson das südliche Ufer des Waitematā Harbour als Standort für die neue Hauptstadt, während er Okiato (auch bekannt als Old Russell), sieben Kilometer südlich des heutigen Russell in der Bay of Islands als vorübergehende Hauptstadt wählte. Nachdem William Cornwallis Symonds, ein enger Vertrauter von Hobson und Magistrat, in dieser Gegend weitere Landflächen von den Ngāti Whātua erworben hatte, wurde am 18. September 1840 um 13:00 Uhr wahrscheinlich in der heutigen oberen Queen Street die Gründungszeremonie der Stadt Auckland abgehalten. Er benannte die Stadt nach George Eden, 1. Earl of Auckland, der einer seiner Gönner und Freunde war. Am 26. November 1842 gab der neuseeländische Staatsanzeiger (New Zealand Gazette) den Stadtnamen „Auckland“ amtlich bekannt.
Von diesem Zeitpunkt an erreichte ein stetiger Zuwanderungsstrom die neue Hauptstadt. Waren es zu Beginn meist Menschen aus anderen Gegenden Neuseelands und Schiffe aus der „Mutterkolonie“ New South Wales, liefen bereits 1842 die ersten direkt aus Großbritannien kommenden Einwandererschiffe in den Hafen von Auckland ein. Während die östlichen Gebiete der Stadt Regierungsmitgliedern vorbehalten waren, siedelten sich im westlichen Stadtgebiet vornehmlich Handwerker oder Künstler an. Dieses soziale Gefälle ist bis heute erhalten geblieben.
1862 wurde schließlich doch Port Nicholson die Hauptstadt des Landes und behielt diesen Status – inzwischen bekannt als Wellington – bis heute. Eine zentrale Position an der Cookstraße wurde zu dieser Zeit nämlich äußerst wichtig, um separatistische Bewegungen auf der Südinsel zu stoppen. Diese keimten auf, da in der Region Otago auf der Südinsel Gold gefunden wurde und Schlachtfleisch der Südinsel wegen der Erfindung des Kühlschranks sicher als Kühlfleisch nach Großbritannien gebracht werden konnte.

### Aufstieg zur Großstadt

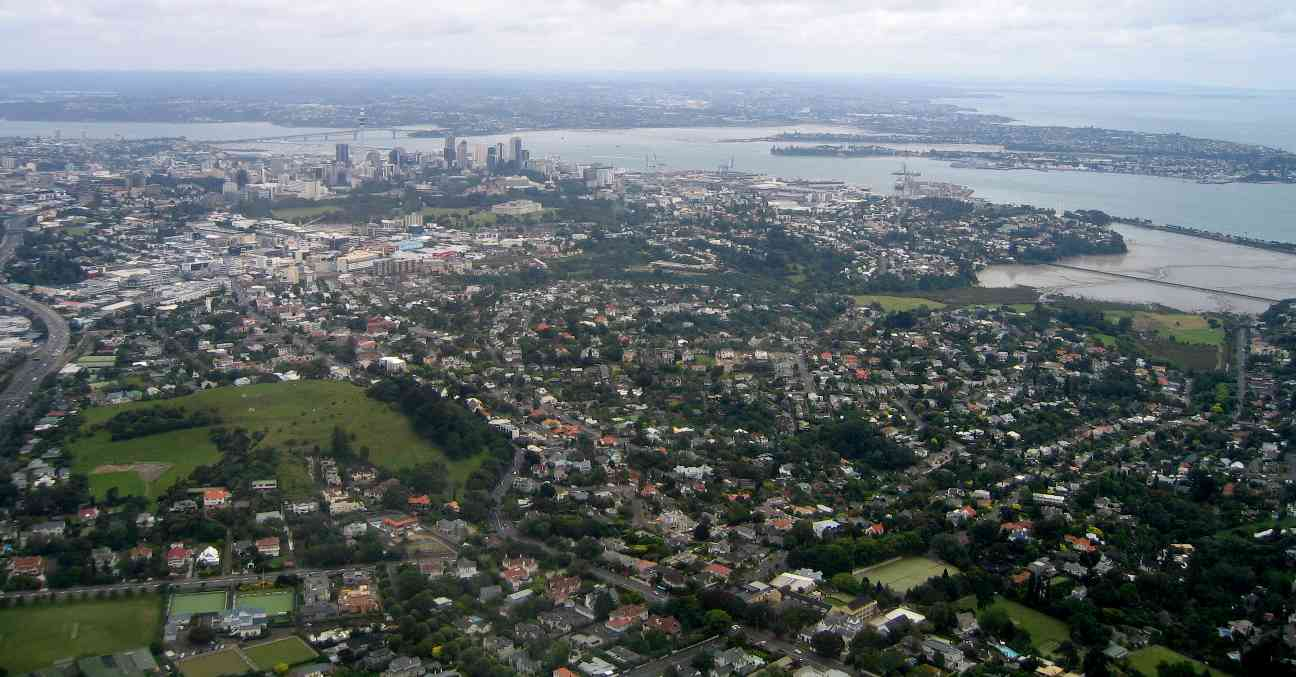
Luftbild von Auckland

Die Stadt Auckland diente ab 1860 als Ausgangspunkt für den damaligen Gouverneur George Grey, um die Māori bei den Neuseelandkriegen immer weiter nach Süden zu drängen. Zu seiner Taktik gehörte die infrastrukturelle Erschließung der Gegenden südlich von Auckland. Dazu gehörte auch die Great South Road (große Teile des New Zealand State Highways 1 haben dieselbe Streckenführung), die es möglich machte, die Region Waikato schneller mit bewaffneten Truppen zu erreichen. Diese Straße lockte aber auch weitere Siedler in das früher als South Auckland bzw. Manukau bekannte Gebiet und erweiterte somit die Einflusssphäre der Pākehā maßgeblich.
Mitte des 19. Jahrhunderts konzentrierte sich die Besiedlung Neuseelands hauptsächlich auf die Südinsel. Trotzdem entwickelte sich Auckland nach und nach zum wirtschaftlichen Zentrum des Landes. Während die Great South Road wirtschaftlich den Süden Aucklands erschloss, war die Gummi-Gewinnung aus Kauri-Bäumen ein wichtiger Wirtschaftssektor der Waitākere Ranges im Westen.
Schon 1900 war Auckland schließlich die größte Stadt des Landes. Damit begann eine Ära des Bauens. So wurde zum Beispiel im Jahr 1919 eine elektrifizierte Straßenbahn eröffnet. Diese bestand aus neun Linien und musste in den nächsten Jahren mit privaten Stadtbussen konkurrieren, bis 1926 der Staat eine Art „Beförderungsmonopol“ im öffentlichen Nahverkehr beschloss. In diesem Jahr wurden mit der Straßenbahn 63.000.000 Passagiere befördert. Etwa zehn Jahre nach der Einführung der Straßenbahn wurde der Betrieb sukzessive eingestellt.

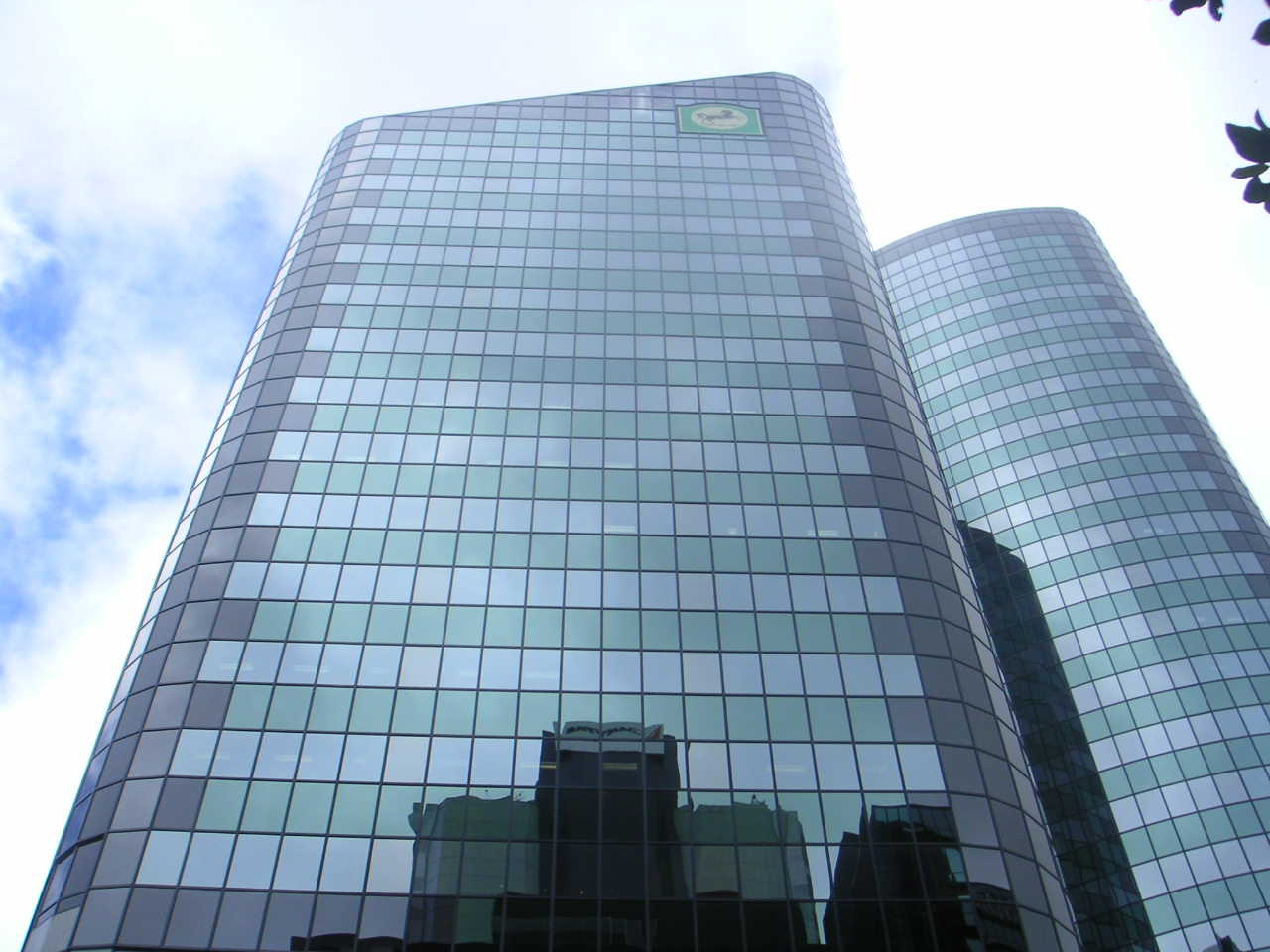
Der Phillips Fox Tower in der Innenstadt

Die Weltwirtschaftskrise von 1929 wirkte sich auch stark auf die Stadt Auckland aus. Mit Michael Joseph Savage wurde erstmals ein Anhänger der Labour Party Premierminister von Neuseeland. Dieser ließ auf Staatskosten in Auckland in den folgenden Jahrzehnten bis in die 1950er-Jahre zahllose Häuser für finanzschwache Bevölkerungsteile errichten. Die Häuser wurden für gewöhnlich auf sehr großen Grundstücken – meist ein Viertel-Acre (etwa 1000 Quadratmeter) – gebaut. An der Größe der Grundstücke um die kleinen Häuser hat sich seit dieser Zeit kaum etwas geändert, was zu einem immensen Platzverbrauch und zu einer großen Ineffizienz des Öffentlichen Nahverkehrs führt.
Nach dem Zweiten Weltkrieg setzte erneut ein Bauboom, vor allem in Bezug auf Verbesserungen an der Infrastruktur, ein. Die Auckland Harbour Bridge zum Beispiel wurde im Jahr 1959 eröffnet und zehn Jahre später wegen chronischer Überlastung erweitert. Diese Brücke verbindet das Stadtzentrum von Auckland mit dem nördlichen Vorort North Shore und überspannt damit den Waitematā Harbour. Des Weiteren wurde 1966 südlich von Māngere, einem Stadtteil des früheren Manukau City, offiziell der neue Flughafen eingeweiht, um die nach Einstellung der Flugboot-Dienste angeflogenen Flugplätze in Ardmore und Whenuapai zu entlasten.
Im Jahr 1998 war der Central Business District ganze fünf Wochen lang ohne Strom. Am 20. Januar versagte das erste (40 Jahre alte) unterirdische Stromkabel wegen ungewöhnlich heißer Wetterbedingungen, bis zum 20. Februar folgten die restlichen drei. Bis fünf Wochen später die Stromversorgung wiederhergestellt werden konnte, verlagerten viele Firmen, die der Vorfall Schätzungen zufolge ca. 60.000 NZ$ pro Woche kostete, zeitweilig ihre Büros in Vororte der Großstadt, in andere neuseeländische Städte oder sogar nach Australien. Insgesamt waren etwa 60.000 bis 74.000 Arbeitnehmer und 6.000 Einwohner betroffen (siehe auch Auckland-Stromkrise von 1998).

### Bildung des Auckland Council
Ausgangspunkt für die Überlegung, alle Städte und Distrikte der Region Auckland zusammenzulegen, war, dem schnell wachsenden Ballungsraum Auckland eine Regierung und eine Verwaltung zu verschaffen, die zügig und effizient alle Infrastrukturprobleme der Metropole lösen kann. Mit einem Regionalrat, vier Räten unabhängiger Städte und drei Distrikträten, die alle ihrerseits zusammengenommen noch weitere 30 lokale Community Boards (Gemeindegremien) als Untergliederung hatten, glaubte man die Probleme der schnellwachsenden Region Auckland nicht mehr angemessen lösen zu können.
Bereits 2002 wurden die verschiedenen Räte der Region über den Local Government Act 2002 mit der Kompetenz ausgestattet, für Strukturplanungen übergreifend zusammenarbeiten zu können. Im Jahr 2004 wurde dann mit dem Local Government Auckland Amendment Act 2004 die Auckland Regional Transport Authority und die Auckland Regional Holdings mit dem Ziel gegründet, in Sachen Transportwesen und Regenwassermanagement übergreifend für die gesamte Region zu planen und zu arbeiten. Im selben Jahr wurde der „Eine-Region-Ansatz“ entwickelt.
Nach einer drei Jahre währenden Diskussion wurde im Jahr 2007 schließlich eine Royal Commission gegründet und mit der Prüfung des Zusammenschlusses der Städte und Distrikte der Region Auckland beauftragt. Im März 2009 gab die Kommission einen sehr detaillierten Report mit der Empfehlung ab, die Region Auckland politisch und verwaltungstechnisch als eine Stadt zu betrachten und die acht eigenständigen Councils aufzulösen. Noch im gleichen Monat beschloss die Regierung der Empfehlung der Kommission weitgehend zu folgen. Im Mai 2009 wurde zur Realisierung des Plans die Auckland Transition Agency (ATA) gegründet, die über 16 Monate den Zusammenschluss entsprechend den Vorgaben der neuseeländischen Regierung politisch und organisatorisch vorbereitete.
Mit der öffentlichen Wahl am 9. Oktober 2010 hatten die Bürger der Region Auckland letztlich noch die Aufgabe und die Möglichkeit, dem Auckland Council inklusive seiner Gremien die politische Legitimation zu erteilen. Mit der Zustimmung der Bürger nahm der Auckland Council schließlich am 1. November 2010 seine Arbeit auf. Die Auckland Transition Agency (ATA) wurde damit außer Kraft gesetzt.

## Bevölkerung

### Bevölkerungsentwicklung
Obwohl der Großraum Auckland schon seit dem Jahr 1900 größter Ballungsraum des Landes ist, hatte dieser damals nur etwas über 150.000 Einwohner. Erst im Jahr 1996 überschritt die Agglomeration die Millionengrenze. Am 30. Juni 2003 lebten im größten Ballungsraum des Landes 1.199.300 Menschen. Drei Jahre später schließlich, im Jahr 2006, betrug die Zahl der Bewohner laut Volkszählung bereits 1.320.700 und beim Zensus im Jahr 2013 zählte man 1.415.550 Einwohner. Seit 2010 bildet der Großraum Auckland auch verwaltungstechnisch gesehen eine Stadt und damit Neuseelands einzige Millionenstadt. Prognosen schätzen die Einwohnerzahl für das Jahr 2050 auf über zwei Millionen.
Das durchschnittliche Einkommen in der Bevölkerung lag 2013 bei 29.600 NZ$ gegenüber 28.500 NZ$ im Landesdurchschnitt.

### Herkunft und Sprachen
Auckland ist die Heimat vieler unterschiedlicher Kulturen. Ein Großteil der Bewohner hat europäische, vornehmlich britische Vorfahren. Es gibt aber auch große Gemeinschaften von Māori, Asiaten und Menschen von den Pazifischen Inseln. In keiner anderen Großstadt der Erde leben so viele Polynesier wie in Auckland. Ein großer Bevölkerungsanteil hat asiatische Ursprünge. Hier stammen die meisten Einwanderer aus Ostasien sowie aus Südasien. Der Grund für diese kulturelle Vielfalt trotz der relativen Abgelegenheit der Stadt ist die äußerst freizügige Immigrationspolitik des Landes. Ein großer Teil der Einwanderer nach Neuseeland zieht nach Auckland, der dadurch mit Abstand multikulturellsten Stadt des Landes.

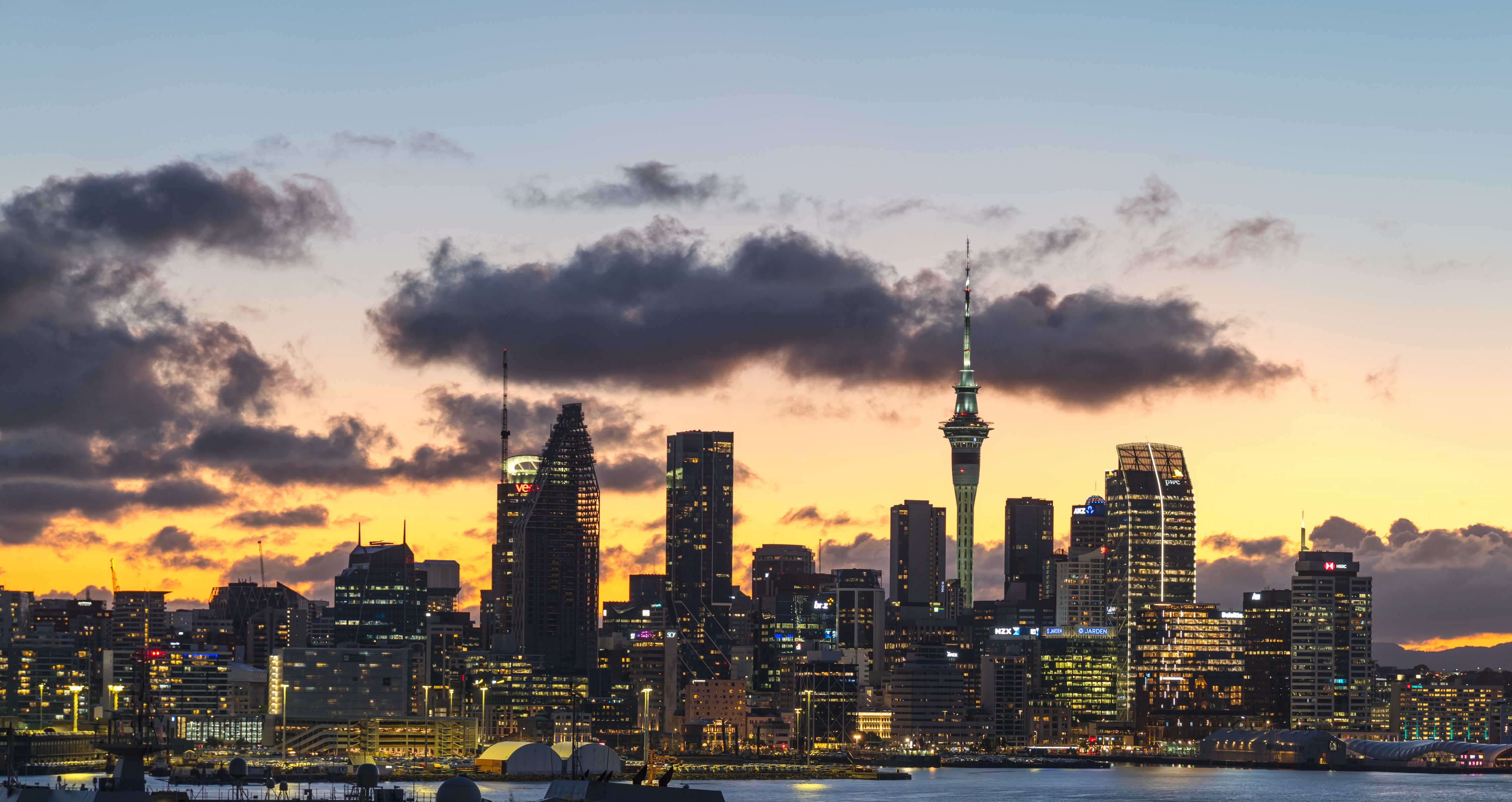
Blick auf die Skyline von Auckland zur Blauen Stunde

Die Volkszählung aus dem Jahr 2013 für Auckland ergab folgende ethnische Zuordnung:
- 59,3 % der Einwohner rechneten sich der europäischen Bevölkerungsgruppe zu,
- 23,1 % der Einwohner rechneten sich der asiatischen Bevölkerungsgruppe zu,
- 14,6 % der Einwohner rechneten sich der pazifischen Bevölkerungsgruppe zu,
- 10,7 % der Einwohner rechneten sich der Māori-Bevölkerungsgruppe zu und
- 3,1 % der Einwohner zählten sich zu anderen Bevölkerungsgruppen.

Anmerkung: In der Neuseeländischen Volkszählung ist es möglich, sich mehreren Volksgruppen zuzurechnen.
Damit lebten 23,9 % der Māori-Bevölkerung des Landes in Auckland.
39,1 % der Bevölkerung gab an, in Übersee geboren zu sein. 4,4 % der Bevölkerung sprachen Samoanisch als zweithäufigste Sprache nach Englisch. die dritthäufigste Sprache war Māori und wurde von 3,7 % der Bevölkerung gesprochen, unter den Māori waren es 17,9 %.

### Religion

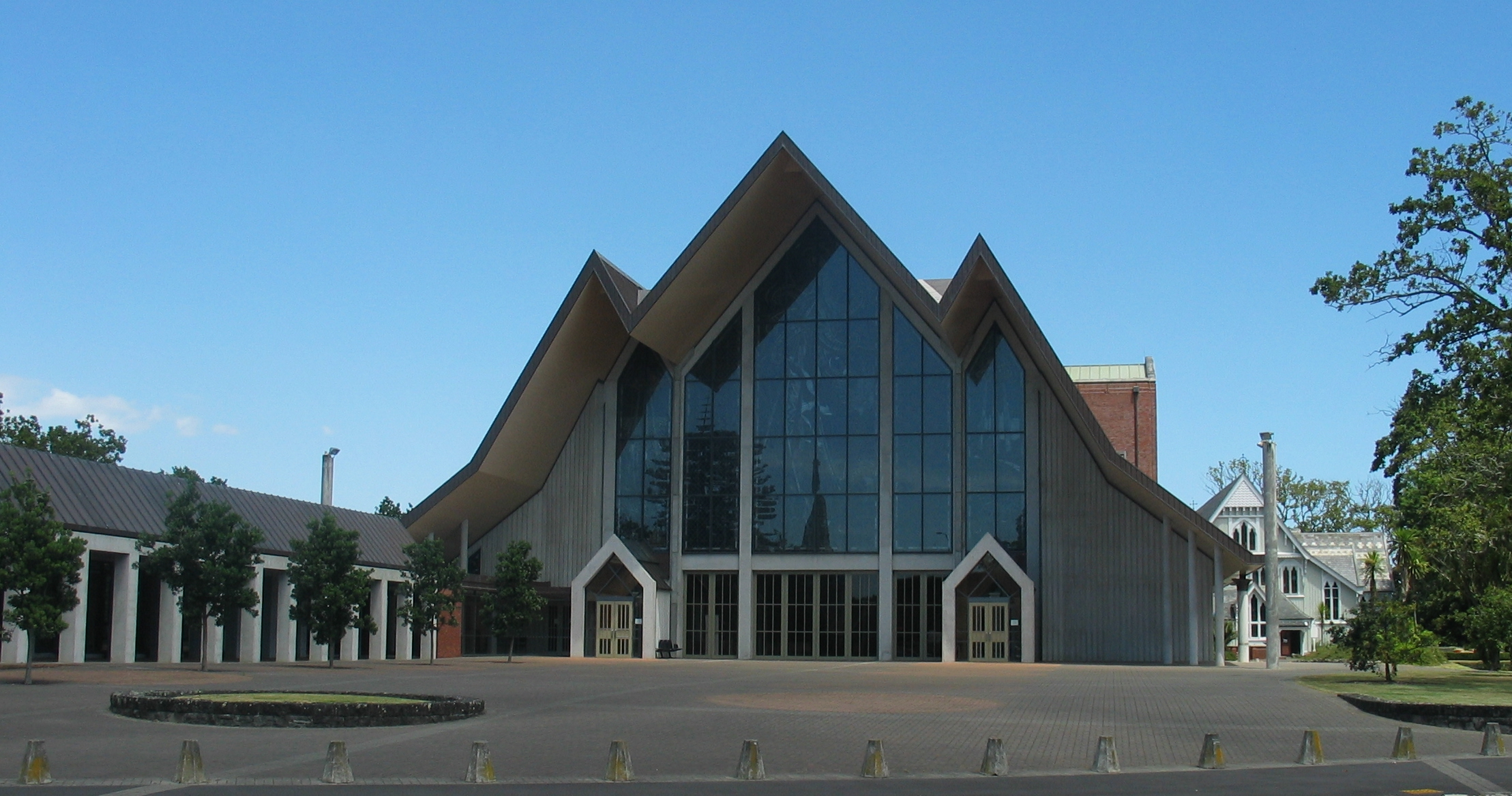
Die anglikanische Holy Trinity Cathedral in Parnell, Auckland

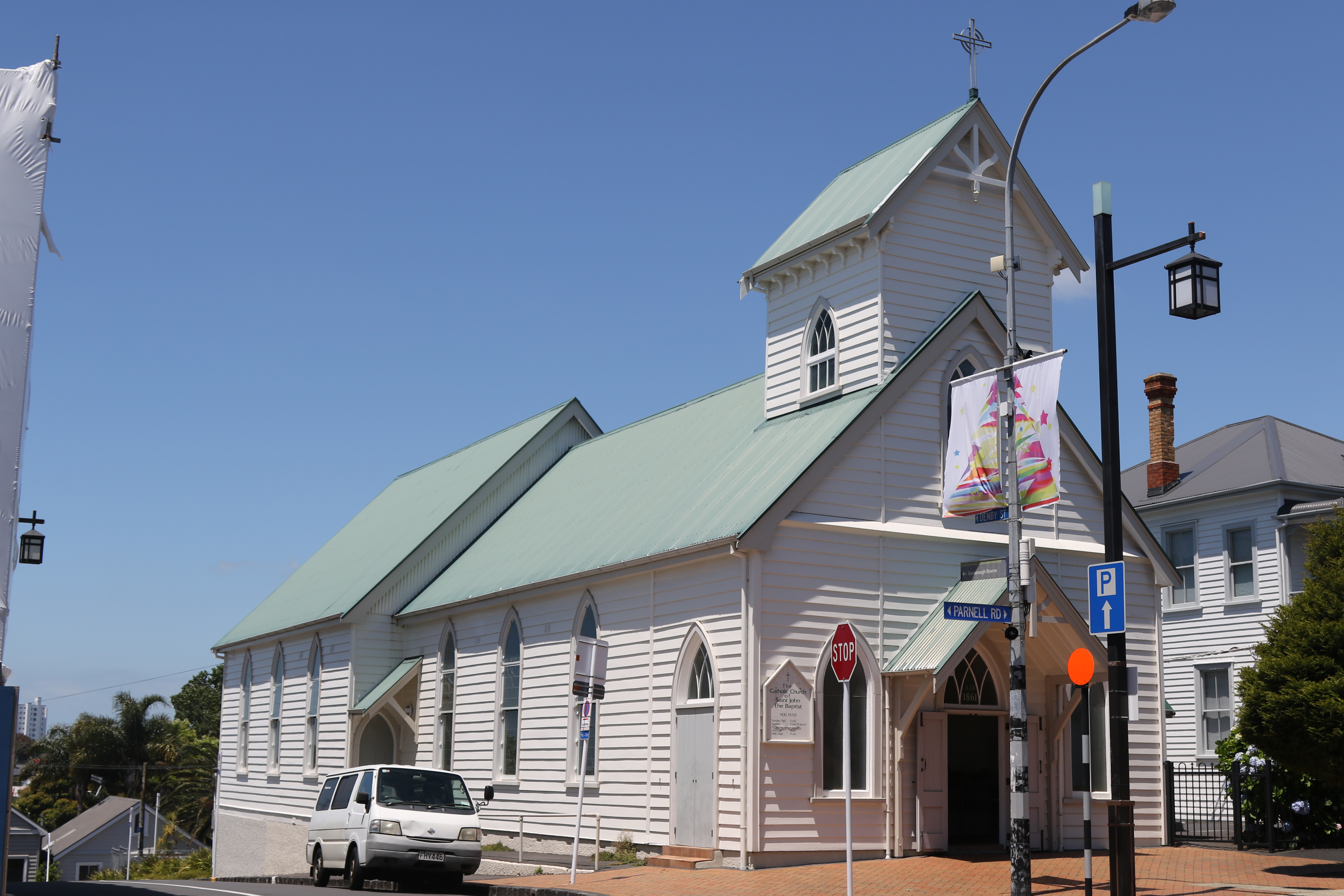
Die katholische St John the Baptist's Church in Parnell, Auckland

In Auckland leben vergleichsweise viele Konfessionslose. Fast 40 % der Gesamtbevölkerung gehören keiner Religion an. Laut der Volkszählung von 2001 besuchen weniger als 10 % der religiösen Bewohner regelmäßig den Gottesdienst. Insgesamt gesehen besucht ein größerer Prozentsatz von eingewanderten Polynesiern regelmäßig Gottesdienste als Neuseeländer selbst. Diese Auffälligkeit lässt aber ab der zweiten Generation nach.
In Auckland gibt es zahlreiche Religionsgemeinschaften, wie zum Beispiel das Christentum, den Buddhismus, den Hinduismus oder den Islam. Seit den Anfängen schon existieren auch jüdische Gemeinden.
Auckland ist zum größten Teil durch viele verschiedene christliche Konfessionen geprägt. Die größten christlichen Gemeinschaften bilden die anglikanische Kirche, die Presbyterianische Kirche und die römisch-katholische Kirche. Die Stadt ist seit 1848 katholischer Bischofssitz mit der Cathedral of St. Patrick and St. Joseph (1885/1908). Das nationale römisch-katholische Priesterseminar Neuseelands Holy Cross College, gegründet 1900 in Mosgiel, hat seit 1997 seinen Sitz in Auckland.
In der Stadt gibt es auch eine kleine Anzahl an Lutheranern. Die größten Zuwächse aber verzeichnet die Pfingstbewegung und die Charismatische Kirche. Die ebenfalls charismatische und fundamentalistische Destiny Church, die 1998 gegründet wurde und ihren Hauptsitz in Auckland hat, hat etwa 300 Anhänger und betreibt inzwischen 20 Kirchengebäude in ganz Neuseeland und sogar in Australien.
Die Kirche St. Johannes der Täufer (St John the Baptist's Church) in Parnell wurde 2012 zur Patronatskirche des Ritterordens vom Heiligen Grab zu Jerusalem in Neuseeland bestimmt.

## Politik

### Verwaltung
Der Auckland Council (Rat der Stadt) besteht aus 20 Councillors (Ratsmitglieder) und einem Mayor (Bürgermeister). Sie regieren die Stadt. Zusätzlich ist die Stadt in 21 sogenannte Local Boards unterteilt, in denen die gewählten Vertreter der verschiedenen Stadtteile Angelegenheiten mit lokalem Bezug diskutieren und entscheiden und teilweise zu übergeordneten Entscheidungsprozessen angehört werden. Zu den 21 Local Boards gehören:
| Nr. | Local Board         | Einwohnerzahl |
| --- | ------------------- | ------------- |
| 01. | Albert-Eden         | 94.695        |
| 02. | Devonport-Takapuna  | 55.467        |
| 03. | Franklin            | 65.319        |
| 04. | Great Barrier       | 939           |
| 05. | Henderson-Massey    | 107.685       |
| 06. | Hibiscus and Bays   | 89.832        |
| 07. | Howick              | 127.125       |
| 08. | Kaipatiki           | 82.494        |
| 09. | Mangere-Otahuhu     | 70.959        |
| 10. | Manurewa            | 82.242        |
| 11. | Maungakiekie-Tāmaki | 70.002        |
| 12. | Orākei              | 79.539        |
| 13. | Otara-Papatoetoe    | 75.663        |
| 14. | Papakura            | 45.636        |
| 15. | Puketāpapa          | 52.938        |
| 16. | Rodney              | 54.879        |
| 17. | Upper Harbour       | 53.670        |
| 18. | Waiheke             | 8.340         |
| 19. | Waitākere Ranges    | 48.396        |
| 20. | Waitematā           | 77.136        |
| 21. | Whau                | 72.594        |

### Städtepartnerschaften
Der Auckland Council hat 19 Städtepartnerschaften unterschiedlicher Ausprägung mit Städten oder anderen Verwaltungseinheiten anderer Länder geschlossen:
| Stadt       | Land                    | besteht   | Status                          |
| ----------- | ----------------------- | --------- | ------------------------------- |
| Brisbane    | Australien              | seit 1988 | Sister City                     |
| Busan       | Südkorea                | seit 1996 | Sister City                     |
|             | Cookinseln              | seit 2012 | Memorandum für eine Kooperation |
| Fukuoka     | Japan                   | seit 1986 | Sister City                     |
| Galway      | Irland                  | seit 2002 | Friendship City                 |
| Guangzhou   | Volksrepublik China     | seit 1989 | Sister City                     |
| Hamburg     | Deutschland             | seit 2007 | strategische Partnerschaft      |
| Kakogawa    | Japan                   | seit 1992 | Sister City                     |
| Los Angeles | Vereinigte Staaten      | seit 1971 | Sister City                     |
| Nadi        | Fidschi                 | seit 2006 | Kooperationsvereinbarung        |
| Ningbo      | Volksrepublik China     | seit 1998 | Sister City                     |
| Pohang      | Südkorea                | seit 2008 | Friendship City                 |
| Qingdao     | Volksrepublik China     | seit 2008 | Sister City                     |
|             | Samoa                   | seit 2012 | Memorandum für eine Kooperation |
| Shinagawa   | Japan                   | seit 1993 | Friendship City                 |
| Taichung    | Republik China (Taiwan) | seit 1996 | Sister City                     |
| Tomioka     | Japan                   | seit 1983 | Friendship City                 |
|             | Tonga                   | seit 2012 | Memorandum für eine Kooperation |
| Utsunomiya  | Japan                   | seit 1982 | Sister City                     |

## Wirtschaft

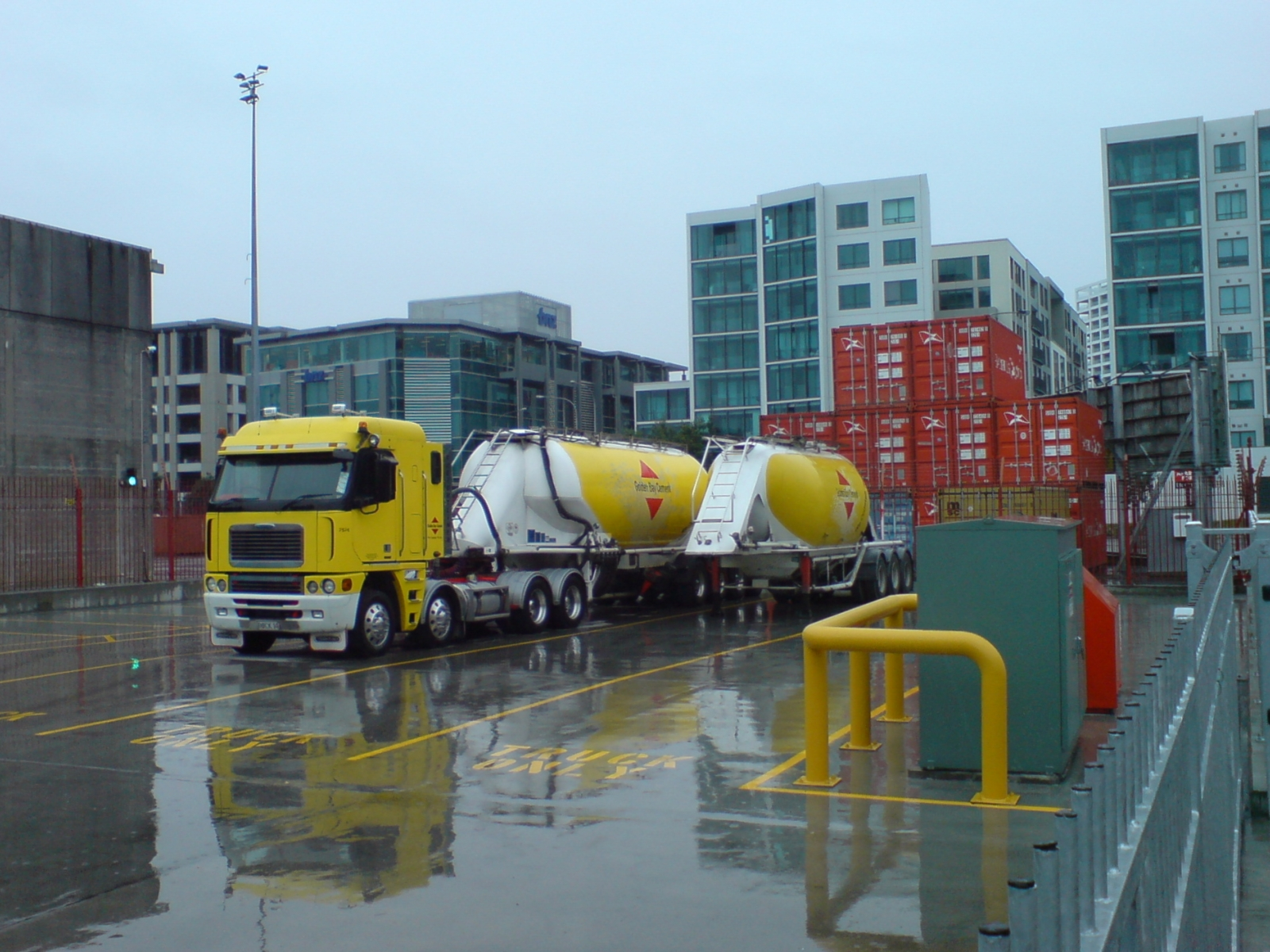
Golden Bay Zement für die in Auckland ansässige Fletcher Building Ltd.

Von jeher ist Auckland nicht nur das infrastrukturelle, sondern auch das wirtschaftliche Zentrum Neuseelands. Zwei besonders wichtige Faktoren der Wirtschaft Aucklands machen den Ballungsraum zur bedeutendsten Stadt des Landes: Zum einen der Außenhandel und auf der anderen Seite das Finanzwesen. Vor allem in letzter Zeit ist auch der Tourismus von immer größerer Bedeutung. Der Internationale Hafen von Auckland ist für 68 % aller Importe und für 33 % aller Exporte des Landes verantwortlich (Stand: jeweils 2004). Die Arbeitslosenquote lag mit durchschnittlich 3,3 % unter dem Landesdurchschnitt von 3,6 % (2004).
Viele nationale Kreditinstitute haben ihren Hauptsitz in Auckland und zahlreiche ausländische Banken unterhalten eine Zweigstelle in der Stadt. Seit der extrem liberalen Wirtschaftspolitik des Landes haben australische Banken oft Mehrheitsanteile an ehemals neuseeländischen Kreditinstituten. Beispiele hierfür sind die Australia and New Zealand Banking Group (ANZ, siehe auch: ANZ Centre.), die Bank of New Zealand oder die Auckland Savings Bank (ASB).
Insgesamt arbeiten alleine im Central Business District (CBD) der Stadt knapp 70.000 Menschen, was in etwa 13 % aller Arbeitsplätze der Stadt entspricht.

## Infrastruktur

### Verkehr

#### Straßenverkehr
In Auckland genießt der private Straßenverkehr wie in ganz Neuseeland eine höhere Priorität als der öffentliche Nahverkehr. Das wird zum Beispiel daran deutlich, dass der Ballungsraum über ein für seine Größe extrem ausgedehntes Straßennetz verfügt. Auf der anderen Seite wurde das Highway-Netz am Höhepunkt der Straßenbau-Ära geplant und wurde bis heute (2006) noch immer nicht vollständig nach den damaligen Plänen realisiert. Grob gesehen besteht das grundlegende Netz aus einer sehr wichtigen Nord-Süd-Verbindung, die im Moment von Orewa (ehemaliger Rodney District) im Norden bis kurz vor Papakura im Süden führt und ein Teilstück des New Zealand State Highway 1 ist. Die zweite wichtige Strecke – eine Ost-West-Tangente – führt von Waitakere im Osten bis zur Kreuzung mit der Nord-Süd-Strecke im Zentrum der Stadt. Eine seit langem geplante Fortführung nach Osten, der Eastern Transport Corridor scheiterte 2004 vorerst an den hohen Kosten von 4.000.000.000 NZ$. Ausgebaut wurde der Kreuzungspunkt der beiden Autobahnen, die dadurch entstandene Central Motorway Junction ist das größte Autobahnkreuz des Landes. Außerdem wird mit der Northern Motorway Extension die nördliche Autobahn über Orewa hinaus verlängert.
Eine herausragende Bedeutung im Straßennetz der Stadt nimmt die Auckland Harbour Bridge ein, die das Stadtzentrum mit North Shore verbindet. Die 1969 wegen äußerst starker Verkehrsbelastung der Brücke an beiden Seiten angefügten Fahrbahnen wurden mit der Zeit marode und wurden vorerst repariert, werden aber in Zukunft komplett erneuert werden müssen. Bis dahin gibt es Pläne, das an chronischer Überlastung leidende Bauwerk entweder durch eine weitere Brücke oder durch eine unterirdische Verbindung zu entlasten.

#### Personennahverkehr
Auckland leidet unter einem äußerst starken Verkehrsaufkommen, das Tag für Tag in unterschiedlichen Teilen der Stadt für kilometerlange Staus verantwortlich ist. Die verschiedenen Ansätze zur Lösung des Problems entschieden unter anderem eine der letzten Bürgermeisterwahlen. Seit 2003, als das Britomart Transport Centre als Verknüpfung von Bahn, Bus und Fähre eröffnet wurde, tritt der Öffentliche Nahverkehr in Auckland unter einem einheitlichen Namen auf: MAXX. Nach und nach werden alle Busse, Fähren, Züge, Stationen usw. mit dem Logo des Verbundes versehen, um das gesamte System kundenfreundlicher zu gestalten und die drei Transportmittel besser miteinander zu verknüpfen. Jedoch ist das gesamte System nach wie vor relativ kundenunfreundlich, da kein Verbundtarif existiert. So muss für jedes der insgesamt zwölf Transportunternehmen ein separater Fahrausweis erworben werden, sodass die Benutzung von Bus, Bahn und Fähre in den meisten Fällen sehr unattraktiv ist, zumal der Unterhalt eines Kraftfahrzeugs sehr kostengünstig ist.

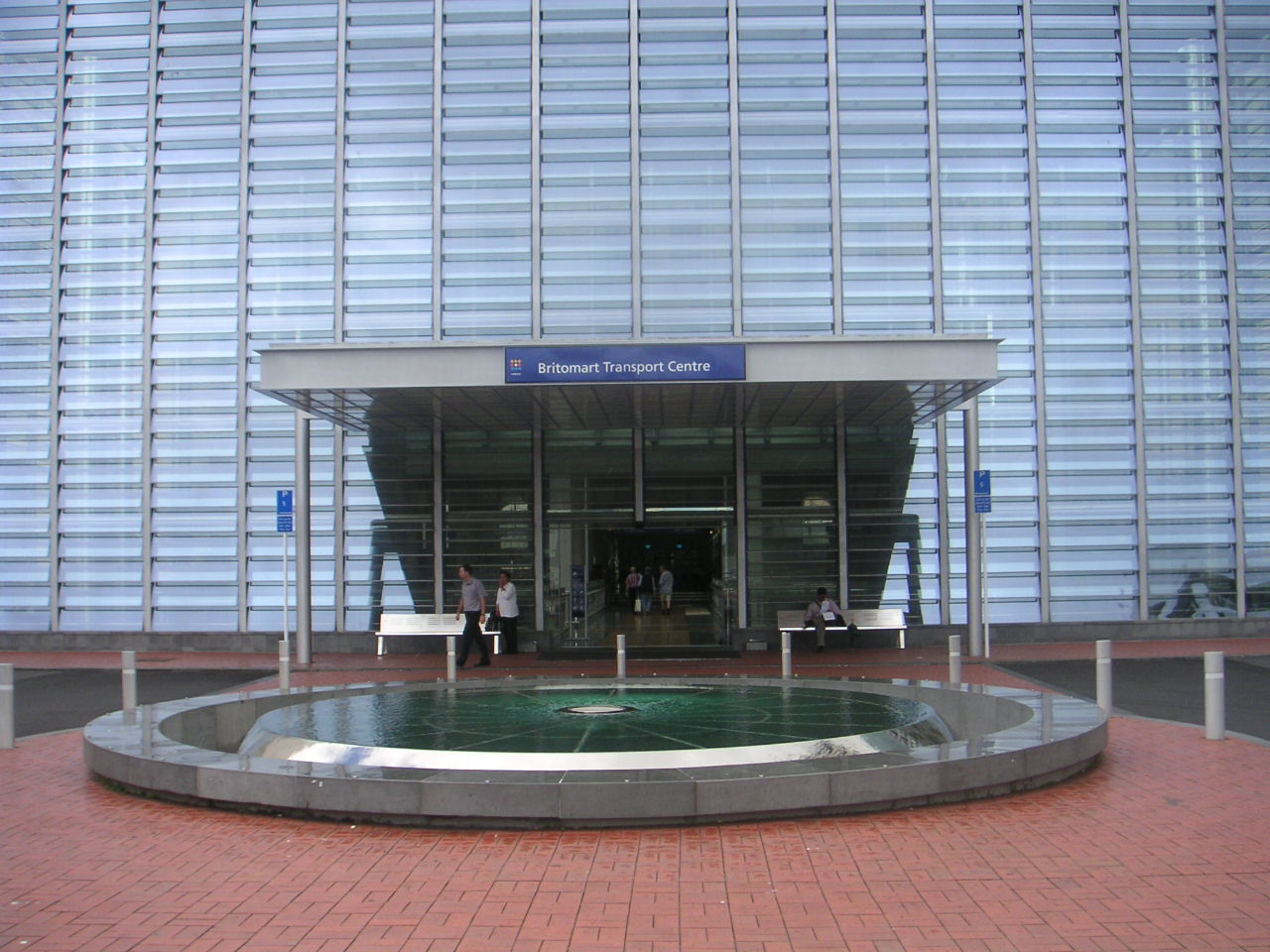
Der Eingang zum Britomart Transport Centre

Zur besseren Regulierung der Geschäftspraxis privater Betreiber des öffentlichen Personennahverkehrs gründete die Region Auckland im Jahr 2004 die distriktübergreifende ARTA-Organisation (ARTA = Auckland Regional Transport Authority).

#### Busverkehr

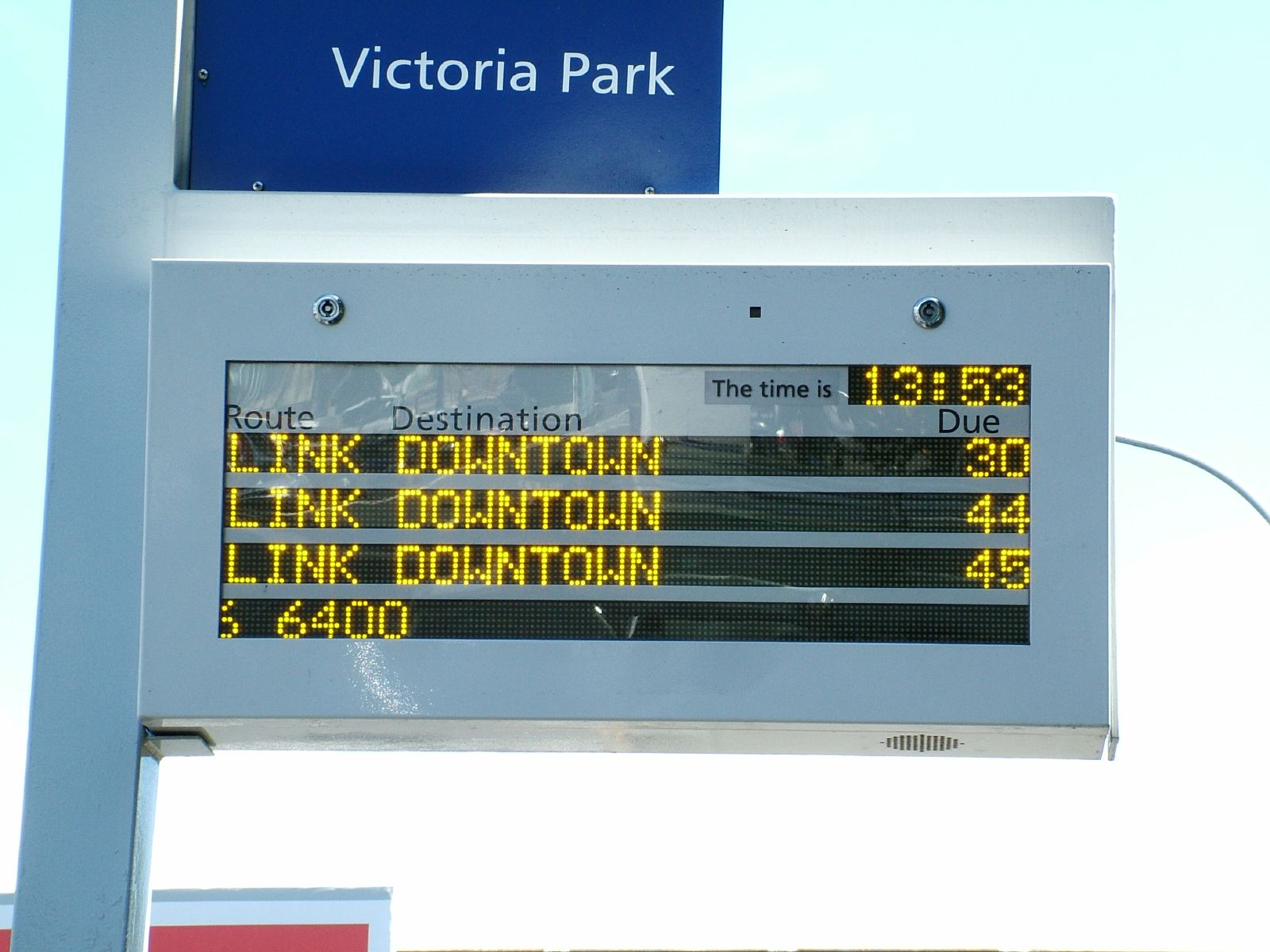
Eine neue Bus-Anzeigetafel (hier Victoria Park)

Busse bilden mit Abstand den größten Teil des öffentlichen Nahverkehrs in Auckland. Es operieren insgesamt fünf verschiedene Busunternehmen im Stadtgebiet mit verschiedenen, nicht miteinander kombinierbaren, komplizierten Tarifsystemen.
Ein sehr großes Projekt ist das Northern Busway Project. Dabei wird entlang der geplanten und sich gerade im Bau befindlichen Northern Motorway Extension eine Busspur mit eingebaut, die fest für den öffentlichen Nahverkehr reserviert ist. Da die parallel verlaufende Autobahn im Berufsverkehr chronisch verstopft ist, wird diese Linie als eine von sehr wenigen von einer nennenswerten Anzahl von Fahrgästen benutzt.
In den letzten Jahren wurden einige praktische Sonderlinien eingeführt. Eine davon ist der sogenannte NiteRider, eine Spätlinie, die am Wochenende bis um drei Uhr morgens die wichtigsten Haltestellen anfährt. Außerdem gibt es den Link Bus, der verschiedene Stationen im Stadtzentrum miteinander verbindet, und als letztes den City Circuit; diese Linie wird alle zehn Minuten bedient und führt im Uhrzeigersinn durch das Stadtzentrum. Da sie kostenfrei ist, erfreut sie sich großer Beliebtheit. Busse werden hier teilweise mit Hybrid-Technik betrieben und sind somit etwas umweltfreundlicher.

#### Schienenverkehr

##### Fernverkehr
Der Fernbahnhof von Auckland befindet sich im Bahnhof Auckland Strand. Von hier aus startet dreimal wöchentlich ein Personenzug, der als Northern Explorer über Hamilton und Palmerston North nach Wellington fährt. Im Jahr 1976 wurde der Personenfernverkehr auf der Linie nördlich von Auckland in Richtung Whangārei eingestellt. Seitdem verkehren auf dieser Strecke nur noch Güterzüge.

##### Nahverkehr

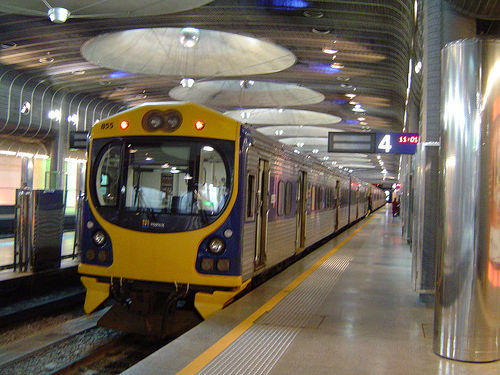
Ein Vorortzug der ADL-Klasse im Britomart Centre

In früheren Jahren wurden in Auckland Pläne für eine Stadtbahn entworfen. Für den jetzigen Zeitpunkt ist eine baldige Realisierung jedoch äußerst unwahrscheinlich. In die Bahn-Infrastruktur, also die Gleise, die Stationen sowie die Züge wurde seit Jahren fast kein Geld investiert. Eine Trendwende markierte die Eröffnung des Britomart Transport Centre im Jahr 2003, einer Station, die mitten im Stadtzentrum liegt und einen direkten Übergang zu den Bussen und Hafenfähren bietet. Das derzeitige Bahnnetz besteht aus fünf Vorortlinien, die alle am Britomart Centre beginnen: Die westliche Linie (Western Line) führt dabei bis über Waitakere hinaus, die südliche Linie (Southern Line) endet in Pukekohe, während die östliche Linie (Eastern Line) nach der Station Glen Innes wieder nach Südwesten führt und sich mit der südlichen Linie vereinigt. Zwei Linien befahren Stichstrecken, die von der Southern Line abzweigen: die Strecke nach Onehunga (Onehunga Line) und ins Zentrum von der früheren Stadt Manukau City.
Seit Mitte 2005 werden etwa 40 schon existierende Stationen in einem einheitlichen Design modernisiert. Diese Verbesserungen reichen aber bei Weitem nicht aus, um das im weltweiten Vergleich verschiedener Städte ähnlicher Größe in allen Belangen zurückliegende System in Auckland attraktiver zu machen, obwohl die Passagierzahlen seit Beginn der Investitionen jeden Monat etwa 10 bis 40 % über dem Vorjahr liegen (im Februar 2006: 423.000 Fahrten, im März 2006: 545.000 Fahrten). Das ARTA-Konsortium veröffentlicht regelmäßig die neuesten Entwicklungen und Pläne für die nahe Zukunft sowie für eine mittelfristige Zeitspanne. In verschiedenen Dokumenten wird folgenden Investitionen eine hohe Priorität eingeräumt: Zum einen wurde seitens der Behörde viel Wert auf eine zukünftige Elektrifizierung des gesamten Netzes gelegt, ohne jedoch auf vorangegangene Studien konkret zu reagieren. Des Weiteren soll eine neue Linie parallel zum SH20 den Südwesten der Stadt erschließen. Auch eine Anbindung des Flughafens sowohl von Norden her als auch an eine westliche Fortführung der noch zu errichtenden Manukau-Linie ist im Ausbauplan enthalten. Einen ersten Schritt für die Errichtung einer Flughafen-Innenstadt-Linie markierte die im März 2007 beschlossene Wiedereröffnung der seit 1973 brach liegenden Onehunga Line für das Jahr 2009. Eine Bahnanbindung von North Shore ist wegen der ungünstigen geographischen Lage jenseits des Waitematā Harbour höchstens in der fernen Zukunft denkbar. Damit ein Versorgungstakt von fünf Minuten zu Stoßzeiten möglich wird und um das eigentlich als Durchgangsbahnhof geplante Britomart Centre, das im Moment aber ein Kopfbahnhof ist, effizienter zu machen, ist ein weiteres Projekt für ARTA von vordringlicher Bedeutung und befindet sich bereits in − wenn auch mittelfristiger − Planungsphase: Vom Britomart Centre soll eine bis zu fünf Stationen umfassende unterirdische Linie das Zentrum (Central Business District) erschließen, Fahrtzeiten nach Waitakere kürzen und das Britomart Centre zum Durchgangsbahnhof machen. An dieser U-Bahn-Linie, für die eine Elektrifizierung zwingend erforderlich ist, hängt die ganze Effizienz der ARTA-Pläne. Mit all diesen Erweiterungen würde die maximale jährliche Beförderungskapazität auf 67,9 Millionen Menschen steigen. Im Großraum Auckland gibt es auch eine Bewegung für einen verbesserten und umweltfreundlicheren öffentlichen Nahverkehr, die Campaign for Better Transport (CBT). Diese Organisation setzt sich für unterschiedliche Verbesserungen im Zugverkehr ein. Ihr ist unter anderem auch die Wiedereröffnung der Onehunga Line zuzuschreiben.
Das Jahr 2007 markierte ein wichtiges Jahr der Eisenbahngeschichte von Auckland. Am 17. Mai 2007 wurde öffentlich bekannt gegeben, dass die neuseeländische Regierung eine Elektrifizierung der Vorortbahn von Auckland finanziert. Die Kosten, die sich auf etwa eine Milliarde $NZ belaufen, werden für die Umbauten an den Stationen, für die Stromleitungen und für neue Zugeinheiten verwendet. Bis 2013 wurden alle Bahnsysteme elektrifiziert und seit 2015 sind nun alle Vorortbahnen elektrisch betrieben.

#### Flugverkehr

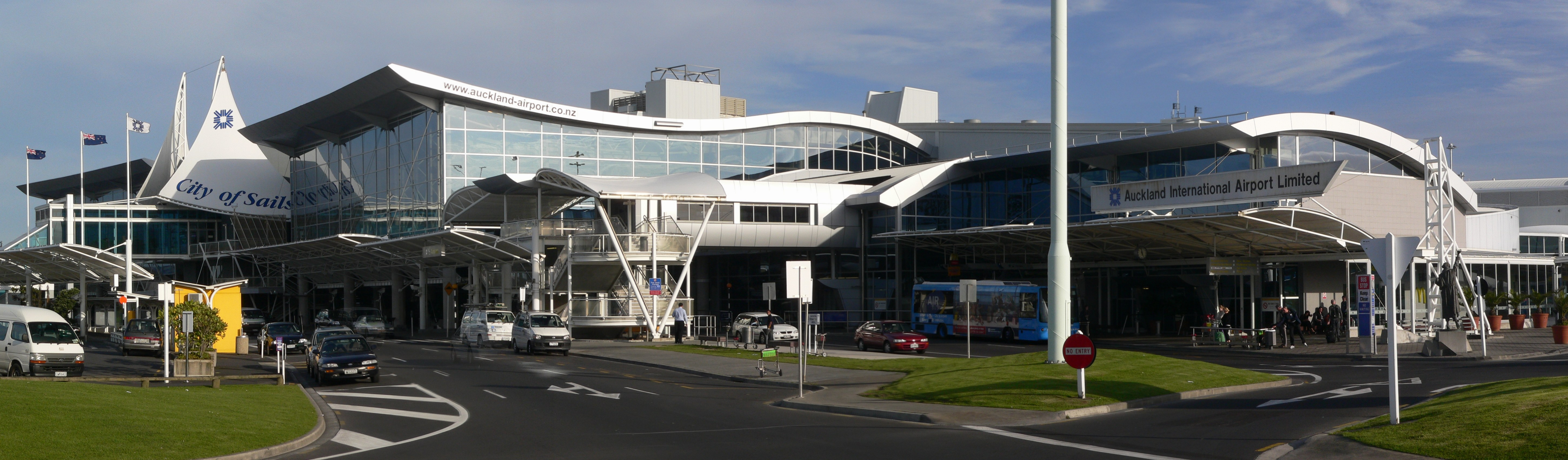
Der Internationale Terminal am Flughafen Auckland

Die Stadt Auckland verfügt mit dem Flughafen Auckland über den größten Flughafen des Landes. Dieser befindet sich etwa 21 Kilometer südlich des Stadtzentrums in Māngere, der früheren Stadt Manukau. Im Jahr 2004 wurden bereits über 11 Millionen Passagiere abgefertigt – davon 6 Millionen mit internationalen Zielen. Prognosen schätzen die Passagierzahl im Jahr 2050 auf über 50 Millionen. Seit Jahren schon – insbesondere seit 2004 – wird der Flughafen Schritt für Schritt erweitert. Zum Beispiel werden die Terminals erweitert oder neue Parkmöglichkeiten geschaffen. So betrug die Gesamtfläche der seit 1977 existierenden Ankunftshalle etwa 12.000 m². Inzwischen hat sie sich fast verachtfacht und beträgt damit etwa 100.000 m². Insgesamt wird der Flughafen, der das wichtigste Drehkreuz der Air New Zealand, der Freedom Air, und von Pacific Blue darstellt, von über 30 Fluggesellschaften angeflogen.
Des Weiteren wird eine Machbarkeitsstudie für die Einrichtung eines zweiten internationalen Flughafens in der Nähe von Whenuapai, das im Nordwesten von Waitakere liegt, durchgeführt, da die Royal New Zealand Air Force ihre noch dort befindliche Hauptbasis in die Nähe von Palmerston North nach Ohakea verlegen will. Außerdem gibt es noch zwei weitere Flugplätze in oder um Auckland: der Flughafen Ardmore – Basis der Mountain Air – und Dairy Flat, beide werden nur von kleineren Flugzeugen angeflogen. Der erste Flughafen der Stadt in der Mechanics Bay wird heute nur noch als Heliport genutzt.

#### Fährverkehr

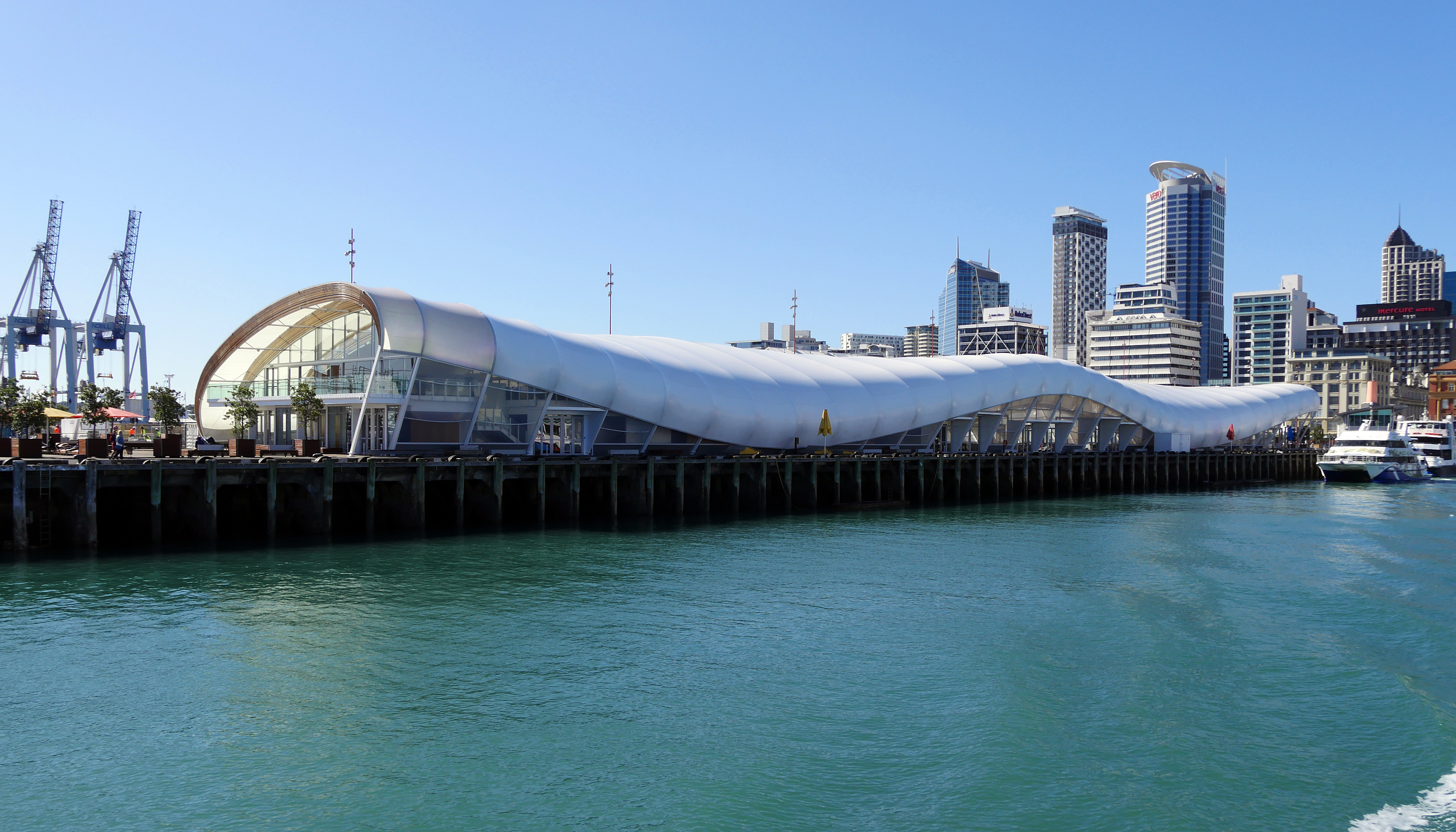
Neues Fährterminal 1 an der Queens Warf

Für den Nahverkehr in Auckland sind Fähren um einiges bedeutender als zum Beispiel in Wellington. Dort gibt es nur zwei Linien, während in Auckland zahlreiche verschiedene Verbindungen angeboten werden. Am gefragtesten sind die Fährverbindungen zwischen Auckland City und North Shore, da hier die völlig überlastete Auckland Harbour Bridge umgangen werden kann. Täglich werden aber die auch zum Stadtgebiet gehörigen Inseln vor der Ostküste von zahlreichen Fähren angelaufen. Verbindungen gibt es z. B. zur Half Moon Bay und zu den Inseln Rangitoto Island und Waiheke Island.

#### Seeschifffahrt
Auckland ist die wichtigste Hafenstadt Neuseelands. In Auckland befinden sich umfangreiche Hafenanlagen für den Umschlag von Containern, Stückgut und ein bedeutendes Terminal für Kreuzfahrtschiffe. Der überwiegende Teil der Häfen wird von dem dem Auckland Council gehörenden Ports of Auckland Authority betrieben.

### Infrastruktur für Großveranstaltungen
Auckland verfügt über zahlreiche Veranstaltungsorte für die unterschiedlichsten Sportarten und Konzerte. In der Stadt befindet sich mit dem Eden Park das größte Sportstadion des ganzen Landes, in dem im Jahr 2011 das Finalspiel der Rugby-Weltmeisterschaft stattgefunden hat. Nach Umbauten hätten dort 60.000 Menschen Platz gefunden. Durch das wahlweise ovale Spielfeld können auch Cricket-Spiele abgehalten werden. Nach längeren Debatten im Jahr 2006 wurden mögliche Stadionneubauten entweder in Waitakere oder in Hafengebiet der Innenstadt abgelehnt und der Umbau des Eden-Park-Stadions beschlossen. Das North Harbour Stadium ist die Heimspielstätte der New Zealand Knights, des neuseeländischen Vertreters der höchsten australischen Fußball-Liga, der aus acht Mannschaften bestehenden A-League Men. Außerdem gibt es das 25.000 Zuschauern Platz bietende Ericsson Stadium.

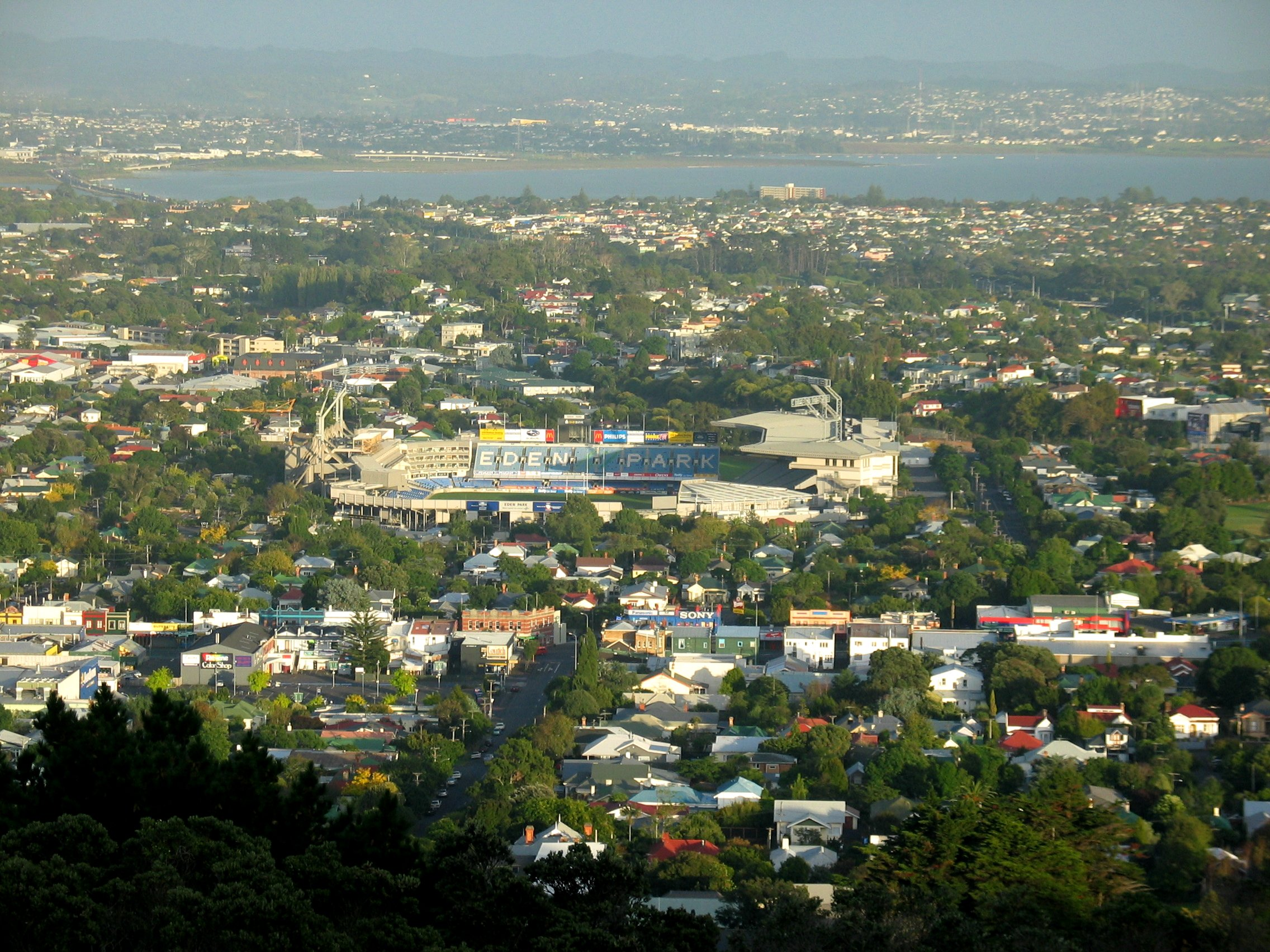
Das Eden-Park-Stadium in Auckland

Bis auf die beiden in der Stadt bestehenden Eishockey-Hallen sind keine Spielstätten für Eissport zu finden. Diese beiden Hallen sind nicht an internationalen Standards zu messen. Trotz seiner praktisch schnee- und frostfreien Lage wurde in Auckland im Jahr 2007 die Vector Arena, eine Multifunktionshalle mit 12.000 Sitzplätzen, in der Sportarten wie Eishockey aber zum Beispiel auch Basketball oder Motocross-Rennen stattfinden können, eröffnet.

### Bildung

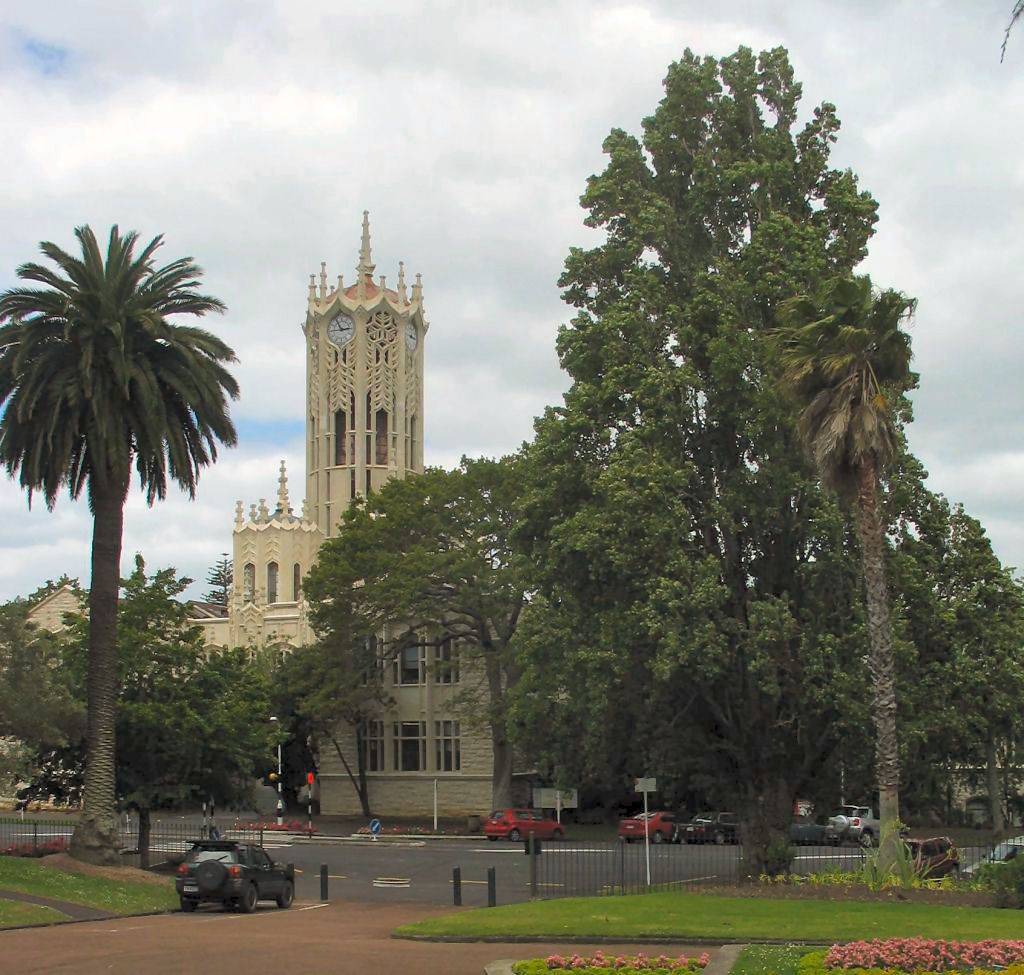
Der „Clock Tower“ der University of Auckland

In Auckland haben drei neuseeländische Universitäten ihren Hauptsitz: Die University of Auckland, die Auckland University of Technology (AUT) und das Unitec Institute of Technology.
Die älteste der Universitäten Aucklands ist die 1883 gegründete University of Auckland. 2011 waren mehr als 40.000 Studenten an der University of Auckland eingeschrieben. Sie versteht sich als „research-based university“ (etwa: forschungsorientierte Universität; vergleichbar einer Universität in Deutschland) und bietet eine Vielzahl von Studiengängen an den Fakultäten Ingenieurwesen, Jura, Medizin, Kunst, Wirtschaft, Gesellschafts-, Erziehungs- und Naturwissenschaften an. Außerdem ist eine theologische Fakultät angegliedert. Der Hauptcampus der Universität Auckland befindet sich etwas südöstlich des Stadtzentrums von Auckland City. Sie hat darüber hinaus noch fünf weitere: der größte befindet sich im zur Auckland City gehörenden Stadtteil Tamaki, die medizinische Fakultät und weitere gesundheitswissenschaftliche Fachbereiche sind gegenüber dem Auckland Hospital unweit des Citycampus im Stadtteil Grafton angesiedelt, ein weiterer Campus befindet sich im zu North Shore gehörenden Stadtteil Takapuna. Seit der Verschmelzung mit dem Auckland College of Education 2004 gehört der Campus in Epsom sowie die Außenstelle in Whangārei zur Universität.
Die 2000 gegründete Auckland University of Technology (AUT) ist Neuseelands jüngste Universität, auch wenn sie auf die 1895 gegründete Auckland Technical School zurückgeht. 2014 waren 28.314 Studenten eingeschrieben. Die AUT ist mit einer Technischen Hochschule in Deutschland vergleichbar. Die AUT befinden sich ebenfalls südöstlich des Stadtzentrums. Sie hat außerdem einen Campus im Stadtteil Akoranga in North Shore.
Das Unitec Institute of Technology wurde 1976 gegründet. 2012 waren über 16.000 Studenten eingeschrieben. Ihr Status ist mit dem einer Technischen Hochschule oder Fachhochschule in Deutschland vergleichbar. Sie befindet sich im Stadtteil Mt Albert und verfügt über eine Außenstelle im Stadtteil Henderson von Waitakere.
Des Weiteren verfügen noch andere neuseeländische Universitäten über Campus oder Außenstellen im Ballungsraum Auckland. So unterhält die hauptsächlich in Dunedin angesiedelte University of Otago ein Gebäude in der Queen Street in der Innenstadt Aucklands und auch die Massey University hat neben Palmerston North und Wellington einen Campus in Albany (North Shore).
Im Stadtteil Otara befindet sich das 1970 gegründete Manukau Institute of Technology (M.I.T). Seit 1996 gibt es eine Partnerschaft mit der University of Auckland. Laut eigener Homepage studieren über 25.000 Studenten am M.I.T.

## Kultur
Der Ballungsraum Auckland zieht Menschen aus den unterschiedlichsten Gründen an. Das milde Klima der Region, die guten Arbeitsmöglichkeiten, zahlreiche Bildungseinrichtungen und die vielen Freizeitmöglichkeiten sind einige davon. Entsprechend dem City-Ranking von Mercer Consulting aus dem Jahr 2012 besitzt Auckland unter allen Großstädten der Erde die dritthöchste Lebensqualität.

### Stellung innerhalb Neuseelands
Auckland ist eine Millionenstadt und damit die bei weitem größte Stadt Neuseelands und nimmt eine entsprechend dominante Stellung in der neuseeländischen Gesellschaft ein. Dieser Status als „heimliche Hauptstadt“ führt zu einer gewissen Rivalität zur eigentlichen Hauptstadt Wellington. Weiterhin unterscheidet sich der Lebensstil zum Teil deutlich von dem des übrigen Landes, insbesondere der überwiegend ländlichen Regionen. Dieser Unterschied führt dazu, dass sich Stadt und Rest des Landes wechselseitig als nicht repräsentativ für das Land ansehen, was sich in Aussagen wie „New Zealand begins beyond the Bombay Hills“ (Neuseeland beginnt hinter den Bombay Hills; einer Hügelkette im Süden Aucklands) oder der Bezeichnung als „Hillbilly“ (Hinterwäldler) für Nicht-Aucklander beziehungsweise „Jafa“ für Aucklander widerspiegelt. Die letzte Bezeichnung ist ein Akronym für
Just Another Fucking Aucklander (deutsch etwa: nur ein weiterer verdammter Aucklander) und wird teils ironisch, teils positiv umgedeutet (etwa als Just Another Friendly Aucklander – nur ein weiterer freundlicher Aucklander) mittlerweile auch von Aucklandern selbst verwendet.

### Festivals
Das 1976 in Otara begründete Polyfest ist eines der größten Polynesischen Feste überhaupt.

### Freizeit

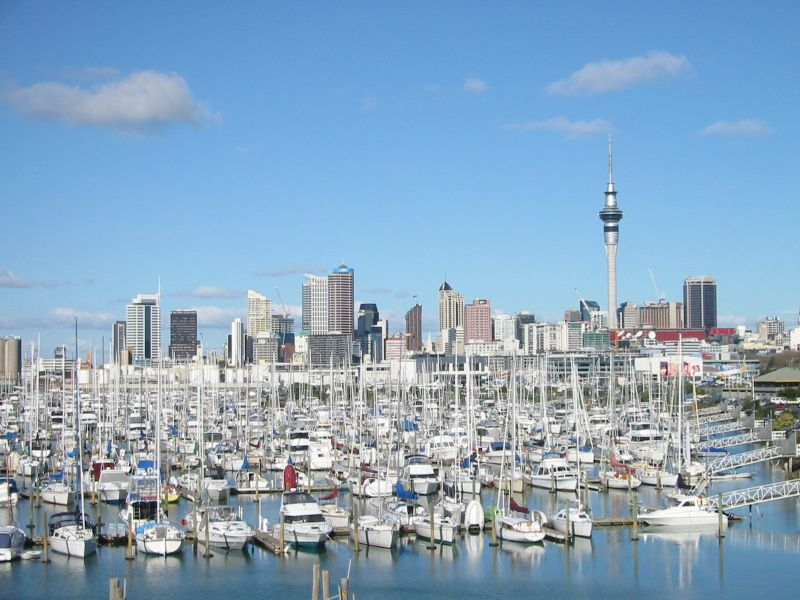
Auckland – Blick von der Westhaven Marina nach Downtown

Auckland wird oft als „City of Sails“ („Stadt der Segel“) bezeichnet, da es an den Küstengebieten zahllose Yachthäfen gibt. Westhaven Marina nahe der Auckland Harbour Bridge ist mit etwa 1400 Boots-Stellplätzen nicht nur der größte Yachthafen der Stadt, sondern der ganzen Südhalbkugel. Außerdem gibt es in keiner anderen Stadt der Erde so viele Segelboote pro Einwohner wie in Auckland. Im Viaduct Basin, einem in den späten 1990er-Jahren neu gestalteten Stadtviertel, fand bereits zweimal – in den Jahren 2000 und 2003 – der America’s Cup statt. Dieses ehemals heruntergekommene Hafenviertel wurde in ein Lifestyle-Zentrum mit Restaurants, zentrumsnahen Wohnungen und öffentlichen Plätzen umgewandelt. Dieses Gebiet bildet nun mit seinen Cafés und Bars eines der Zentren des Nachtlebens der Stadt.
Auckland verfügt über zahlreiche Badestrände. Die bekanntesten davon liegen an der Ostküste und heißen Mission Bay, Devonport, Takapuna, Long Bay und Maraetai. Im Gegensatz zu den weißsandigen Küstenabschnitten im Osten bestehen die Strände an der Westküste zur Tasmansee hin aus schwarzem Sand. Die beliebtesten Abschnitte sind Piha und Muriwai Beach. Viele dieser Strände werden durch Rettungsschwimmer der Organisation Surf Life Saving New Zealand, die aus dem australischen Surf Life Saving hervorgeht, abgesichert.

### Wohnungssituation
Ein Großteil der Bewohner Aucklands lebt in eigenen Häusern. Diese sind zumeist einstöckig aus Holz gebaut und befinden sich auf einem „Viertel-Acre“, also etwa 1000 Quadratmeter großem Grundstück. Die Stadt besteht zu großen Teilen aus Vororten mit überwiegend flacher Bebauung. Auckland ist die am schnellsten wachsende Stadt des Landes. Wegen der voranschreitenden und raschen Zersiedlung des Ballungsgebiets versucht die Verwaltung diese Entwicklung zu stoppen und setzt zur Realisierung der „Erhöhung der Bevölkerungsdichte“ auf höhere Stadthäuser, Reihenhäuser oder Apartments.

### Architektur

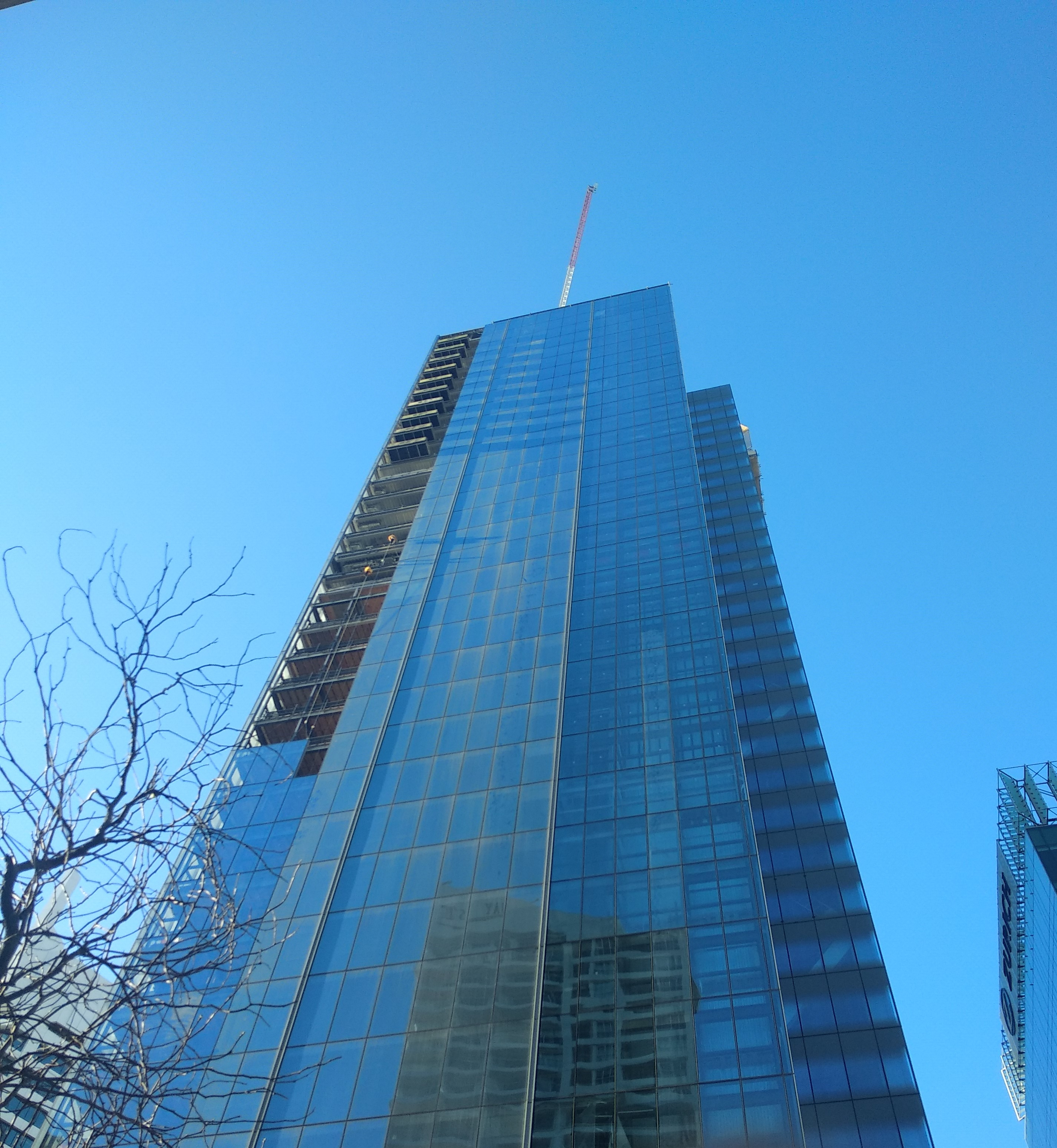
PwC Tower während des Baus (September 2019)

Der 2020 fertiggestellte 180 Meter hohe PwC Tower ist das höchste Bürogebäude Neuseelands.

### Musik
Auckland ist die Heimat des Auckland Philharmonia Orchestra, des zweitgrößten Profiorchesters Neuseelands. Das Orchester spielt Werke sinfonischer Klassik über Oper bis hin zu populärer Musik. Zudem stammt die neuseeländische Electro-Pop-Band The Naked and Famous aus Auckland.

### Sehenswürdigkeiten

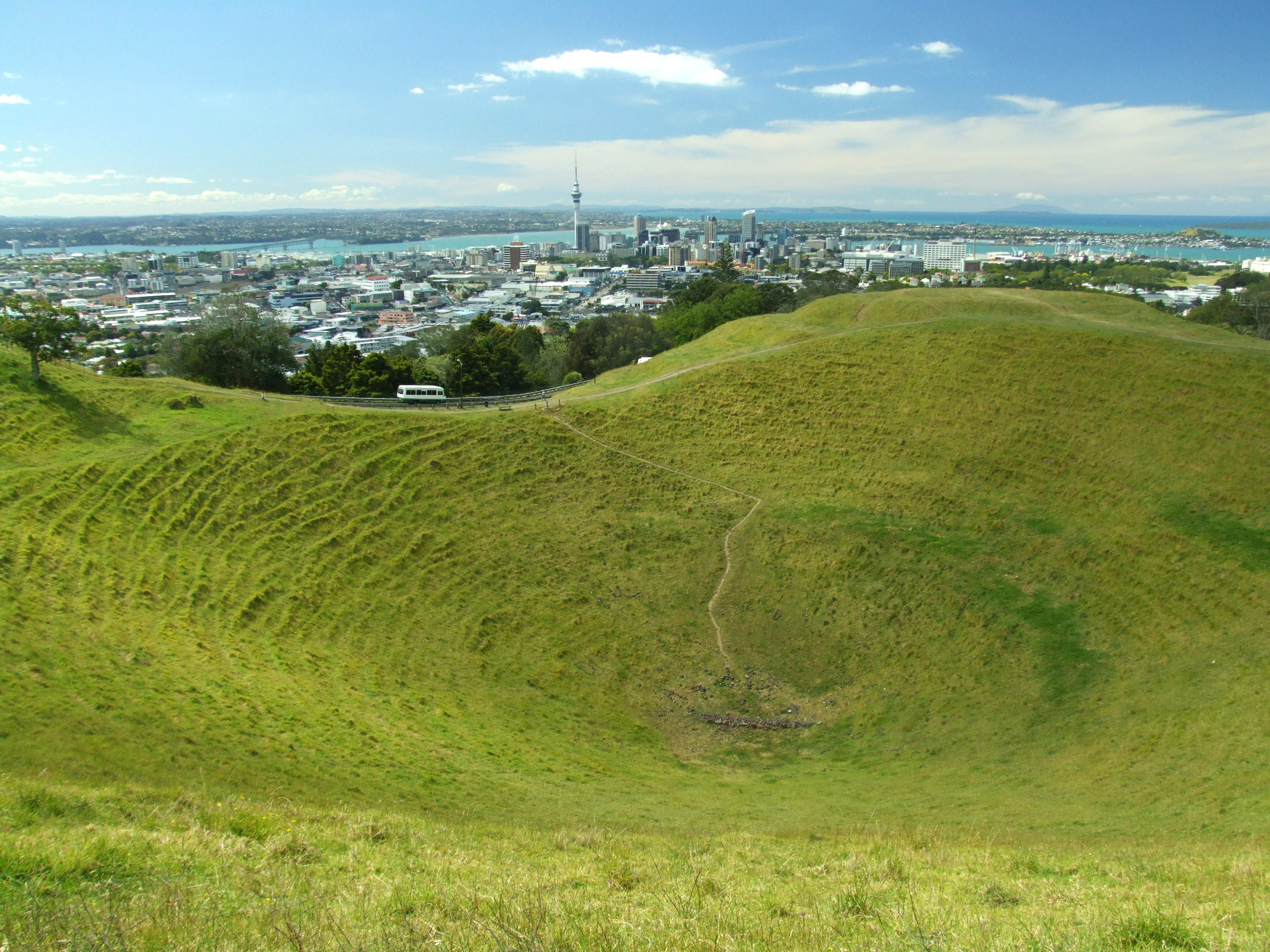
Der Krater des Maungawhau / Mount Eden

Das eigentliche Stadtzentrum Aucklands liegt südlich des Hafens im Waitematā Harbour entlang der Queen Street. Sehenswert und ein guter Ausgangspunkt für Bootstouren in den Hauraki Gulf zum Beispiel auf Rangitoto Island oder Waiheke Island oder Te Hauturu-o-Toi / Little Barrier Island oder Great Barrier Island, ist der Hafen mit dem 1912 erbauten Ferry Building. Unmittelbar westlich davon liegt das Viaduct Basin, das 2000 und 2003 Austragungsort der Rennen um den America’s Cup war. Direkt am Viaduct Basin liegt das New Zealand Maritime Museum (Hui Te Ananui A Tangaroa), welches sich mit der Schifffahrtsgeschichte Neuseelands, angefangen mit der großen Pazifikmigration vor mehreren tausend Jahren bis heute, beschäftigt. Das Aotea Center sowie die Town Hall bilden ein wichtiges Kulturzentrum in der Innenstadt. Nicht weit entfernt von dort befinden sich die Auckland City Gallery sowie die dazugehörige New Gallery.
Ein weiteres interessantes Museum ist das im Park Auckland Domain gelegene Auckland War Memorial Museum, das unter anderem Sammlungen zu Geschichte und Kultur der Māori sowie zur Natur Neuseelands beherbergt. Einen Einblick in die noch existierende Fauna des Landes erhält man im Zoo der Stadt. Kostenlose Ausgucke über große Teile des Ballungsraumes erhält man auf den vulkanischen Hügeln Maungawhau / Mount Eden und dem Maungakiekie / One Tree Hill. Den besten Überblick über das Gebiet erhält man von der Aussichtsplattform des Sky Tower. Dieser 1997 eröffnete Turm bildet mit 328 Metern das höchste Gebäude der Südhalbkugel.
Östlich des Stadtzentrums befindet sich Kelly Tarlton's Antarctic Encounter & Underwater World, ein riesiges Aquarium mit einer Antarktis-Ausstellung. In der Nähe der Stadt gibt es zahlreiche schöne Strände, die zum Entspannen, Baden und Surfen einladen.
Westlich des Stadtzentrum neben dem Zoo befindet sich das Museum of Transport and Technology (kurz: MOTAT). In ihm gibt es unter anderem eine fahrende Straßenbahn, verschiedene Oldtimer, Flugzeuge, aber auch verschiedene Computer und digitale Spiele zu sehen.
Zahlreiche Bauwerke Aucklands sind seit der Verabschiedung des Historic Places Act 1993 als Kulturdenkmäler geschützt. In der Kategorie I wurden durch den New Zealand Historic Places Trust unter anderem die folgenden Bauwerke eingestuft:
- Auckland Ferry Terminal
- Auckland Grammar School
- Auckland Railway Station
- Auckland Savings Bank Building
- Auckland Town Hall
- Auckland War Memorial Museum
- New Zealand Maritime Museum Hui Te Anaui A Tangaroa
- Colonial Ammunition Company
- Dilworth Building
- Grafton Bridge
- Mount Eden Prisons
- Old Synagogue
- Maungakiekie / One Tree Hill
- St Matthew’s
- St Patrick’s Cathedral
- St Paul’s Church
- Victoria Park Market

### Sport
Auckland ist die Heimat des Royal New Zealand Yacht Squadron (RNZYS), eines alten und in Neuseeland führenden Yachtclubs. Bekannt wurde er durch erfolgreiche Teilnahmen am America’s Cup.
Seit 1972 wird jedes Jahr in Auckland im März das 8,4 Kilometer lange Eintagesrennen Round the Bays veranstaltet, das hauptsächlich an der Küste entlangführt. In der Stadt gibt es mehrere Stadien für Rugby Union und Cricket, Veranstaltungsorte für Motorsport, Tennis, Badminton, Schwimmen, Fußball, Rugby League und viele weitere. Auckland verfügt sogar über zwei Eishockey-Stadien.
Der Fußballklub der Stadt heißt Auckland City FC und ist in der 2004 gegründeten obersten Fußball-Liga des Landes, der New Zealand Football Championship, mit sechs Titel Rekordmeister und zudem auch mit acht Titel Rekordmeister der OFC Champions League. Eine wesentlich größere Rolle spielt aber Rugby, vor allem Rugby Union. Die Blues, also die Blauen, nehmen mit vierzehn anderen Mannschaften aus Neuseeland, Australien und Südafrika an der Super-Rugby-Meisterschaft teil und wurden bereits dreimal Meister, zuletzt im Jahr 2003. Die Heimspiele tragen die Blues im Eden Park aus, mit einer Kapazität von 50.000 Zuschauern das größte Stadion des Landes. Des Weiteren trägt die Provinzmannschaft der Auckland Rugby Football Union, die am ITM Cup teilnimmt, ihre Heimspiele ebenfalls im Eden Park aus. Diese ist mit 16 Meistertiteln und einer Rekordverteidigung des Ranfurly Shields die erfolgreichste Provinzmannschaft Neuseelands. Außerdem ist im nördlichen Teil des Ballungsraumes von Auckland die North Harbour Rugby Union (NHRU) beheimatet. Dessen Rugby-Union-Mannschaft spielt auch in der nationalen Meisterschaft ITM Cup und trägt ihre Heimspiele im North Harbour Stadium in Albany aus.
Im Western Springs Stadium von Auckland findet seit 2012 im Rahmen der Speedway-Einzel-Weltmeisterschaft der Speedway-WM Grand Prix von Neuseeland statt. Auckland war Gastgeber der British Empire Games 1950 und Commonwealth Games 1990 sowie unter anderem einer der Austragungsorte bei der Rugby-Union-Weltmeisterschaft 1987, dem Cricket World Cup 1992, der Rugby-Union-Weltmeisterschaft 2011, dem Cricket World Cup 2015 und der Frauen-Rugby-Union-Weltmeisterschaft 2021.
In der Spark Arena tragen die New Zealand Breakers in der australasischen National Basketball League ihre Heimspiele aus. Die Breakers sind viermaliger Meister in den Saisons 2011, 2012, 2013 und 2015.

## Persönlichkeiten
Bekannte Persönlichkeiten der Stadt sind unter anderem der Bergsteiger Edmund Hillary, der Autorennfahrer Bruce McLaren, der Politiker und 37. Premierminister Neuseelands John Key sowie der Schauspieler Lawrence Makoare.